# Sofia
|  | Per a altres significats, vegeu «sofia (saviesa)». |

La ciutat de Sofia, búlgar: София AFI [ˈsɔfijɐ] ( ? i  escolteu-ne la pronunciació en búlgar) és la capital i la ciutat més gran de la República de Bulgària. Està localitzada a la regió oest del país i n'és el centre administratiu, cultural i industrial. Amb una població d'1.291.591 habitants el 2011, es tracta de la 14a major ciutat de la Unió Europea, i al voltant d'1.380.406 en l'àrea metropolitana. Està situada al centre de la península balcànica, a l'oest de Bulgària, envoltada pel mont Vitoixa al sud, la muntanya Liulin a l'oest i les muntanyes dels Balcans al nord. Té una superfície total és de 492 quilòmetres quadrats i lun altitud mitjana de 600 msnm, la qual cosa la converteix en la quarta capital més alta d'Europa.
Una de les capitals més antigues d'Europa, la història de Sofia es remunta al segle viii aC, quan els tracis van establir un assentament a la zona. Sofia ha tingut diversos noms en els diferents períodes de la història, però va adoptar, finalment, el nom de l'Església de Hagia Sofia, una de les més antigues de la ciutat, en homenatge nacional als Sants Màrtirs de Sofia, mare de la Fe, Esperança i Amor. El Dia de Sofia se celebra el 17 de setembre i el 4 de gener la ciutat celebra que el 1878 va ser alliberada de la dominació otomana per les tropes russes. Sofia va ser declarada capital de Bulgària el 3 d'abril de 1879 com a antic poble búlgar, lluny de la frontera amb Turquia, i va ser bombardejada intensament per les forces aliades durant la Segona Guerra Mundial.
Sofia és el centre administratiu, econòmic, cultural, de transport i educatiu del país, on es concentra la sisena part de la producció industrial de Bulgària. La ciutat és, també, un important centre religiós, ja que Sofia és la seu de l'Església ortodoxa búlgara i compta amb la Catedral d'Alexandre Nevski, una de les catedrals més grans del món ortodox. A Sofia es troba l'Acadèmia de Ciències de Bulgària, diverses universitats i institucions culturals com la Galeria d'Art Nacional de Bulgària, el Museu Arqueològic Nacional, el Museu Nacional d'Història, el Ballet i Òpera Nacional o el Palau Nacional de la Cultura, entre d'altres. L'arquitectura dels diferents pobles que van dominar Sofia és un exemple de la mil·lenària història de la ciutat, amb edificis d'estil otomà, rus ortodox o del seu període socialista.

## Toponímia
El nom Sàrdica (en grec antic: Σερδική, Σαρδική) va ser molt popular en les fonts llatines, gregues antigues i romanes d'Orient de l'antiguitat i l'edat mitjana, que es va relacionar amb la tribu local celta dels serdi. El nom va ser utilitzat per última vegada al segle xix a un text en búlgar, El servei i l'hagiografia de Sant Jordi el nou de Sofia: ВЪ САРДАКІИ.
Un altre dels noms de Sofia, Triaditsa (Τριάδιτζα), va ser esmentat en fonts medievals gregues. El nom búlgar de Sredets (СРѢДЄЦЪ) està relacionat amb среда o sreda («centre»), va aparèixer per primera vegada en la Visió de Daniel del segle xi i va ser àmpliament utilitzat durant l'edat mitjana.
L'actual nom de Sofia va ser utilitzat per primera vegada en la carta vitosha del segle xiv del tsar búlgar Ivan Shishman o en les notes d'un comerciant de la República de Ragusa de 1376, que es refereix a la famosa església de Santa Sofia, una antiga església de la ciutat que va ser nomenada amb el concepte cristià de la Santa Saviesa. Encara que Sredets es va mantenir en ús fins a la fi del segle xviii, Sofia gradualment va superar el nom eslau en popularitat. Durant el domini otomà va ser anomenada Sofia pels conqueridors turcs de Bulgària.
El nom de la ciutat es manifesta pels búlgars amb una èmfasi en la 'o', en contrast amb la tendència dels estrangers a posar l'accent en la 'i'. El nom propi femení Sofia es pronuncia pels búlgars amb accent en la 'i'.

## Història

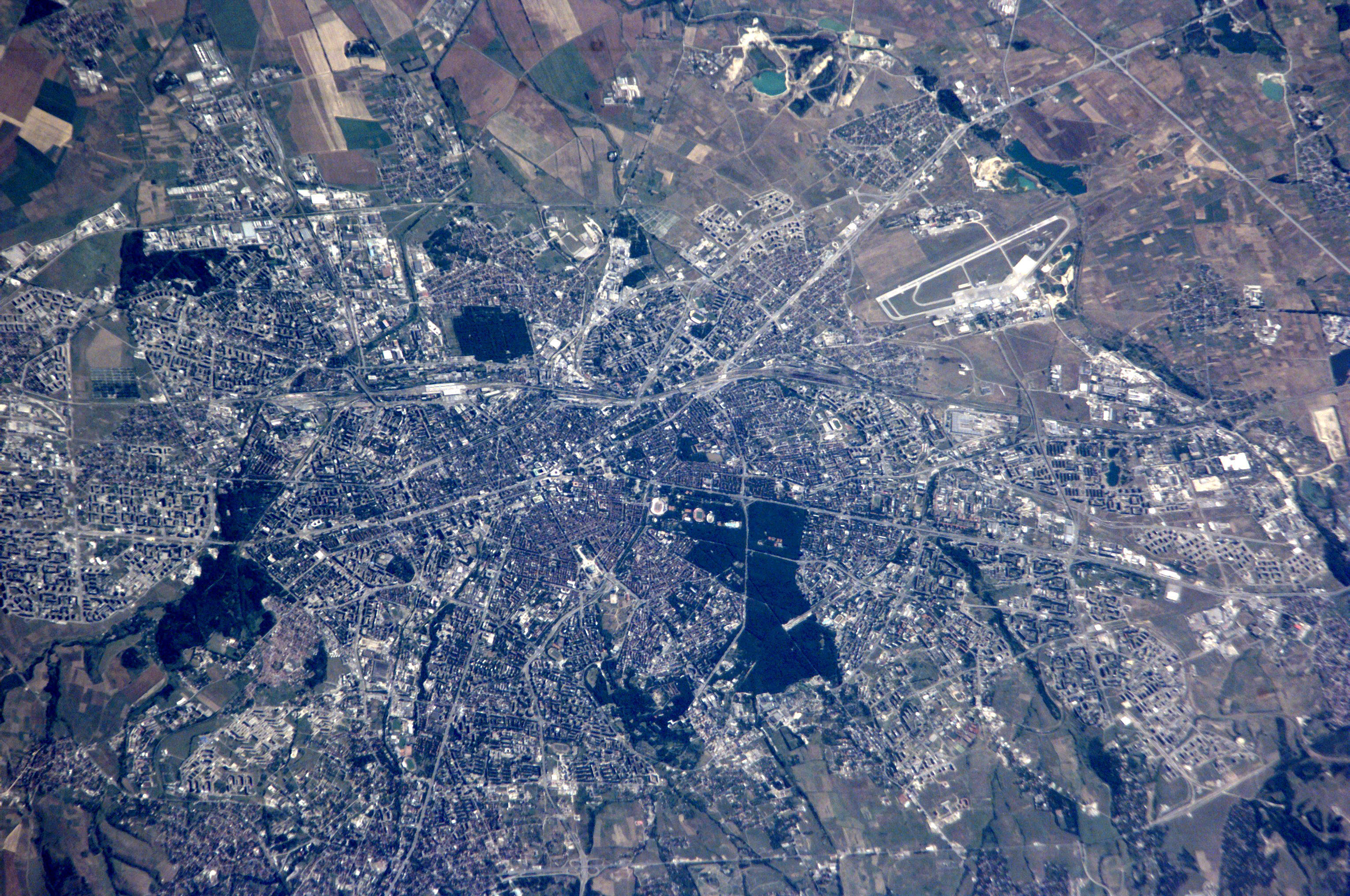
Imatge aèria de Sofia

El lloc on es troba la ciutat, ha estat habitat des del segle xiii aC, cosa que en fa la segona ciutat en peu més antiga d'Europa. Ha tingut diversos noms al llarg de la història, i encara avui s'hi poden veure les restes de les ciutats antigues. Sofia era originalment un assentament traci anomenat Sàrdica, nom que prové de la tribu tràcia de Serdi. Va ser conquerida per Roma el 29 dC. Quan Dioclecià va dividir la província de Dàcia en Dacia Ripensis a la vora del riu Danubi i Dacia Mediterranea, Sàrdica es va convertir en la capital de la segona. Va ser destruïda pels huns el 477 i reconstruïda per l'emperador romà d'Orient Justinià I, amb el nom de Triaditsa. Coneguda com a Sredets pels búlgars, va ser anomenada Sofia, que en grec significa "saviesa", el 1376. Sofia va ser conquerida pels otomans el 1382 i es va convertir en la capital de la província turca de Rumèlia. Va ser reconquerida pels russos el 1878, i es va convertir en la capital de Bulgària el 1879.

### Antiguitat
Sofia va ser originalment un assentament traci anomenat Sàrdica, possiblement el nom de la tribu celta Serdi. Durant un curt període durant el segle iv aC, la ciutat va ser governada per Filip II de Macedònia i el seu fill Alexandre Magne. Al voltant de l'any 29 a. de C., Sàrdica va ser conquerida pels romans. Es va convertir en municipi o centre de la regió administrativa durant el regnat de l'emperador Trajà (98-117) i va passar a anomenar-se Ulpia Serdica. Sembla que el primer esment escrit de Sàrdica va ser fet per Claudi Ptolemeu (al voltant de 100 dC).

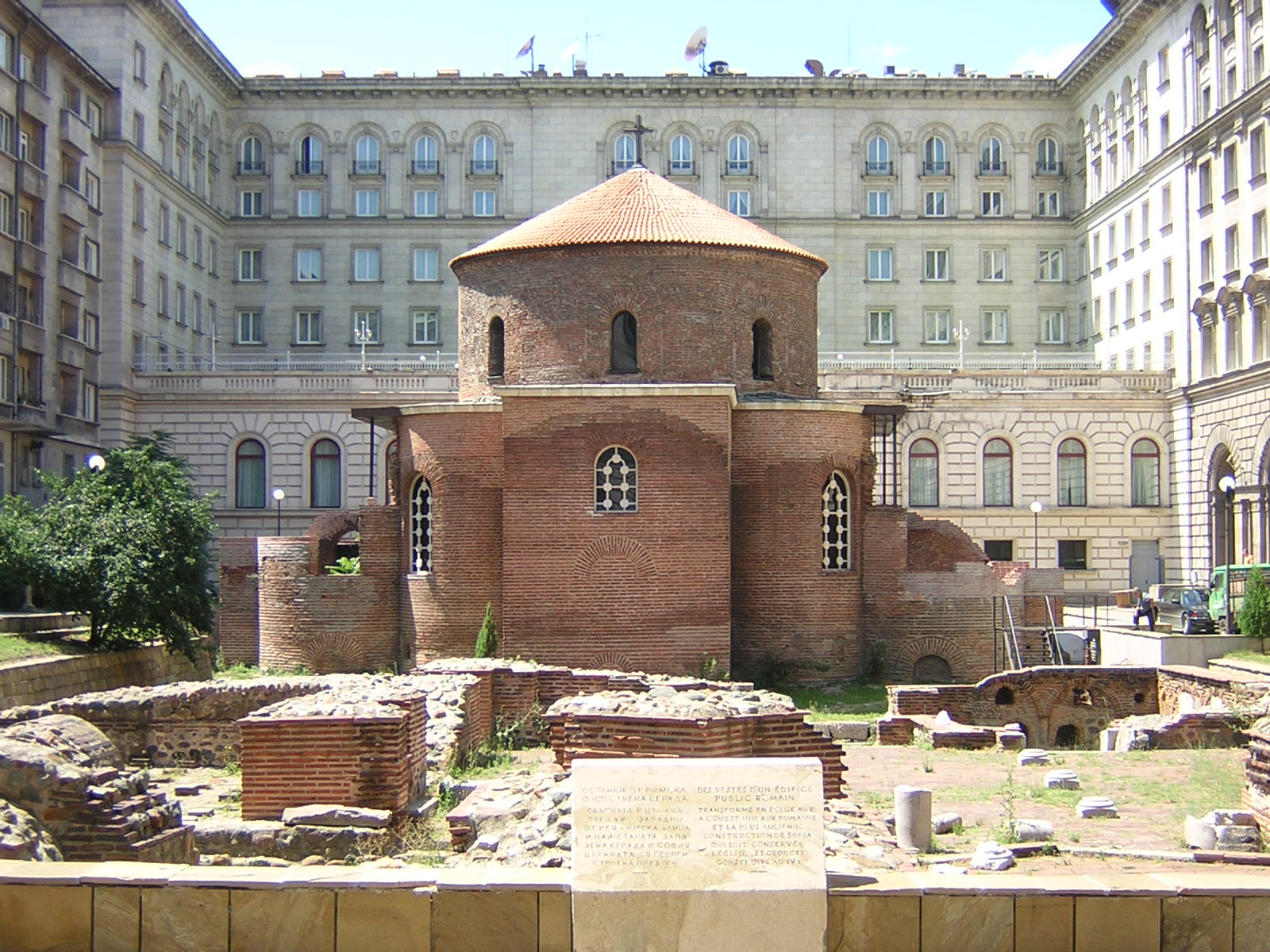
L'Església de Sant Jordi es troba entre els temples cristians més antics de la Península Balcànica, data del

Sàrdica es va expandir amb torres, murs, banys públics, edificis administratius i de culte, una basílica, un amfiteatre, l'Ajuntament (Boulé), un gran fòrum, un gran circ (teatre).
Al segle ii era el centre administratiu romà de Mèsia. Al segle iii va ser la capital de Dàcia Aureliana, i quan l'emperador Dioclecià va dividir la província de Dàcia en Dacia Ripensis (a la vora del Danubi) i Dàcia mediterrània, Sàrdica es va convertir en la capital d'aquesta última. La ciutat es va expandir posteriorment durant un segle i mig, es va convertir en un important centre polític i econòmic, es va convertir en una de les primeres ciutats romanes on el cristianisme va ser reconegut com a religió oficial (sota Galeri). El 343 d. de C., el Concili de Sàrdica es va celebrar a la ciutat, en una església situada en el lloc on va ser construïda més tard l'Església de Santa Sofia del segle vi.
La ciutat va ser destruïda durant la invasió dels huns el 447. Va ser reconstruïda per l'emperador romà d'Orient Justinià I i per un temps anomenada Triaditsa o Sredets per les tribus eslaves. Durant el regnat de Justinià la ciutat va florir, envoltada de grans murs de fortalesa les restes de la qual encara es poden veure avui dia.

### Edat mitjana i domini otomà
Sofia va formar part del Primer Imperi Búlgar durant el regnat del kan Krum el 809, després d'un llarg setge. Més tard, va ser coneguda pel nom búlgar "Sredets" i es va convertir en una important fortalesa i centre administratiu. Després de la caiguda del nord-est de Bulgària a les mans de Joan I Tsimiscés el 971, l'any següent el patriarca búlgar Damià va establir la seu a Sofia. Després de diversos setges fallits, la ciutat va caure en mans de l'Imperi Romà d'Orient el 1018, però una vegada més, va ser incorporada al restaurat Imperi Búlgar pel tsar Ivan I.

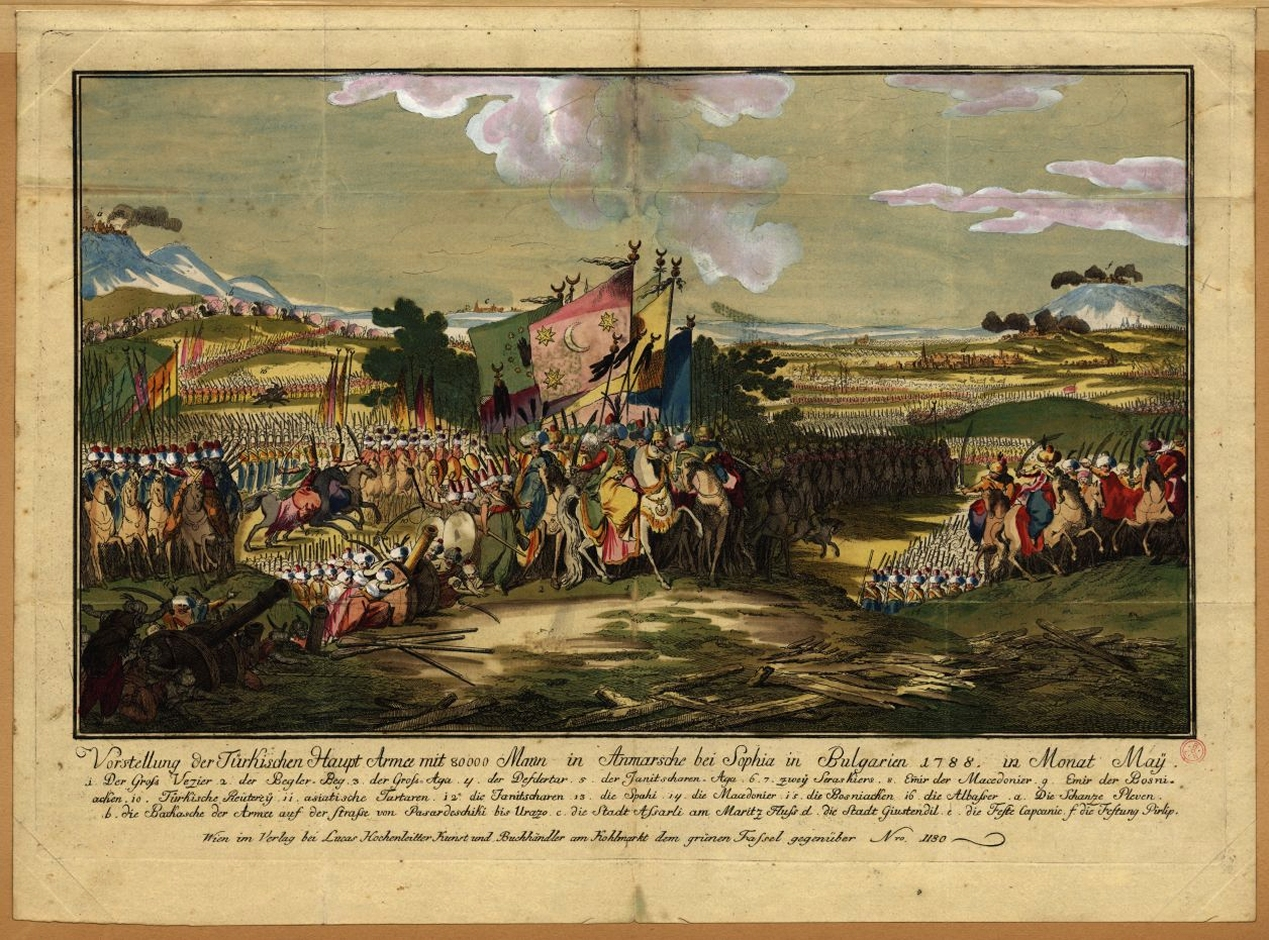
L'Exèrcit otomà avança sobre Sofia el 1788.

Des del segle xii fins al xiv, Sofia va ser un pròsper centre de comerç i d'artesania. És possible que fos anomenada per la població comuna Sofia (del grec antic: "saviesa") el 1376 per l'Església de Santa Sofia. No obstant això, en diferents testimoniatges s'assegura que va ser coneguda tant "Sofia" com "Sredets" fins al final del segle xix. El 1382 Sofia va ser capturada per l'Imperi Otomà en el curs de les guerres búlgar-otomanes després d'un llarg setge. Al voltant de 1393 es va convertir en la seu del recentment creat Sandjak de Sofia.
Després de la croada fallida de Ladislau III de Polònia el 1443 cap a Sofia, l'elit cristiana de la ciutat va ser aniquilada i Sofia es va convertir en la capital de la província otomana (beylerbeylik) de Rumèlia durant més de quatre segles, la qual cosa va encoratjar al fet que molts turcs s'establissin allí. Al segle xvi, el traçat urbà i l'estil dels edificis de Sofia va començar a mostrar un clar estil otomà, amb moltes mesquites, fonts i hammam (banys públics). Durant aquest temps la ciutat tenia una població de prop de 7.000 habitants.
La ciutat va ser segrestada durant diverses setmanes per haiducs búlgars el 1599. El 1610 el Vaticà va establir la seu de Sofia per als catòlics de Rumèlia, que va existir fins al 1715, quan la majoria dels catòlics havien emigrat. Al segle xvi hi havia 126 famílies jueves, i hi havia una sinagoga a Sofia des de l'any 967. La ciutat era el centre de l'eialat de Sofia (1826-1864).

### Edat moderna

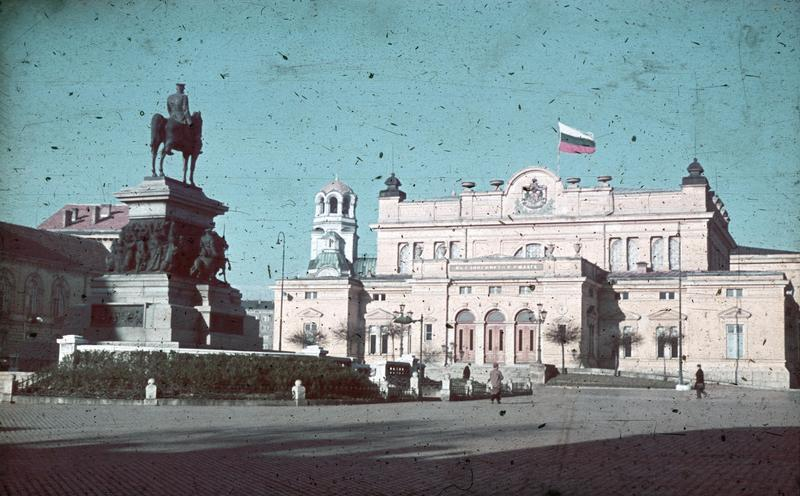
Plaça del Parlament de Sofia el 1943.

La ciutat, aquesta vegada, va ser presa per les forces russes el 4 de gener de 1878, durant la guerra russoturca de 1877-78 i es va convertir en la capital del Principat autònom de Bulgària el 1879, que es va convertir en el Regne de Bulgària el 1908. Va ser proposada com a capital per Marin Drinov i va ser acceptada com a tal el 3 d'abril de 1879. Després de la Guerra d'Alliberament, el nou nom "Sofia" va reemplaçar a l'antic ("Sredets"). Al moment del seu alliberament, la població de la ciutat era d'11.649 habitants. Durant unes poques dècades després de l'alliberament, la ciutat va experimentar un creixement enorme de població, principalment procedent d'altres regions del país.
Durant la Segona Guerra Mundial, Sofia va ser bombardejada per avions aliats a la fi de 1943 i 1944. Com a conseqüència de la invasió de l'Exèrcit Roig soviètic, el govern de Bulgària, que es va aliar amb Alemanya, va ser enderrocat.
La transformació de Bulgària en una República Popular el 1946 i la República de Bulgària va marcar una sèrie de canvis significatius en l'aspecte de la ciutat. La població de Sofia es va expandir ràpidament a causa de la migració del camp a la ciutat. Es van construir noves zones residencials als afores de la ciutat, com Druzhba, Mladost i Lyulin.
El 1992 es va declarar el 17 de setembre el Dia de Sofia, per ser aquesta la data cristiana en celebració dels màrtirs Sofia, Fe, Esperança i Amor.

## Geografia

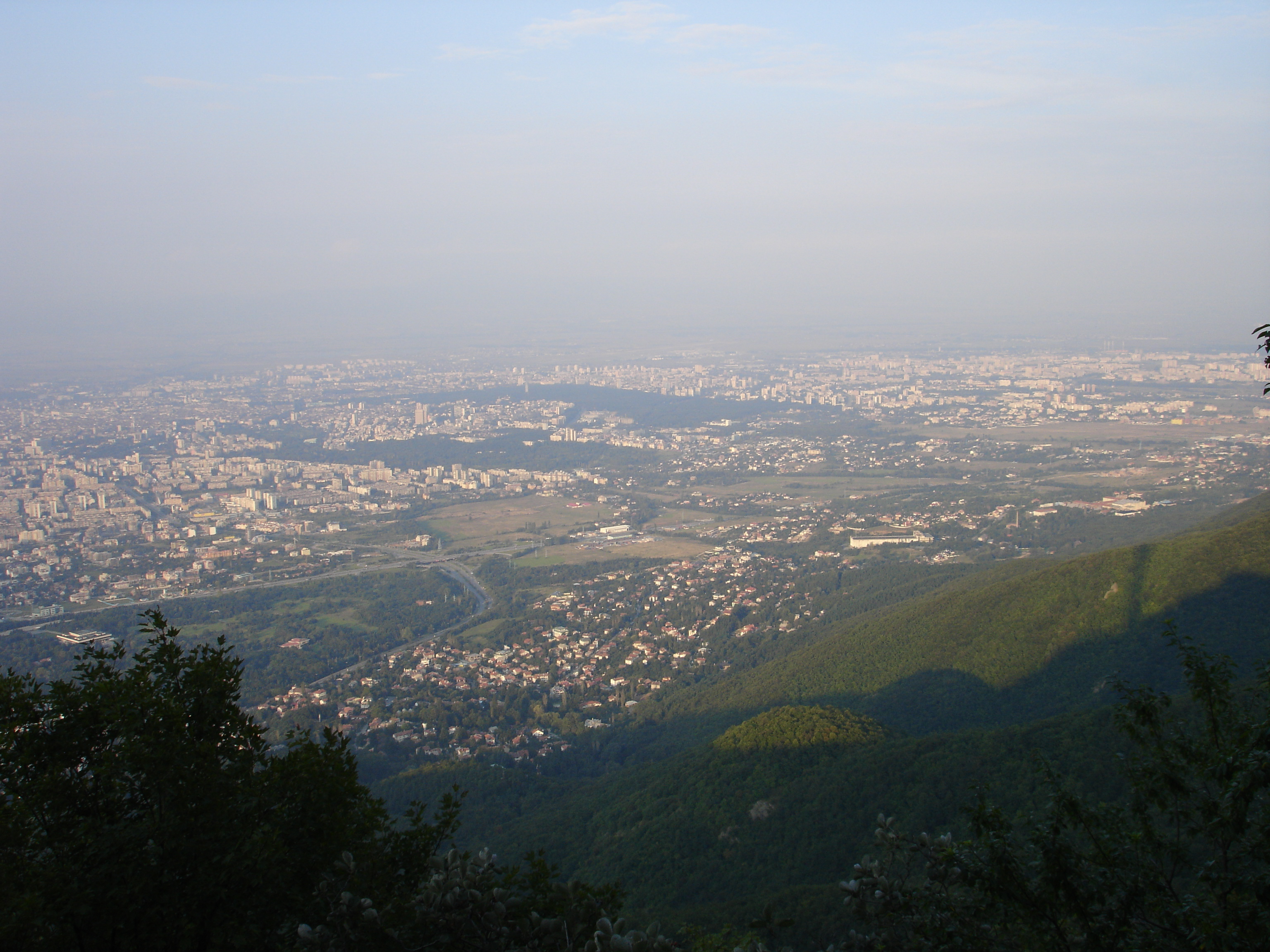
Vista aèria de Sofia des del mont Vitoixa.

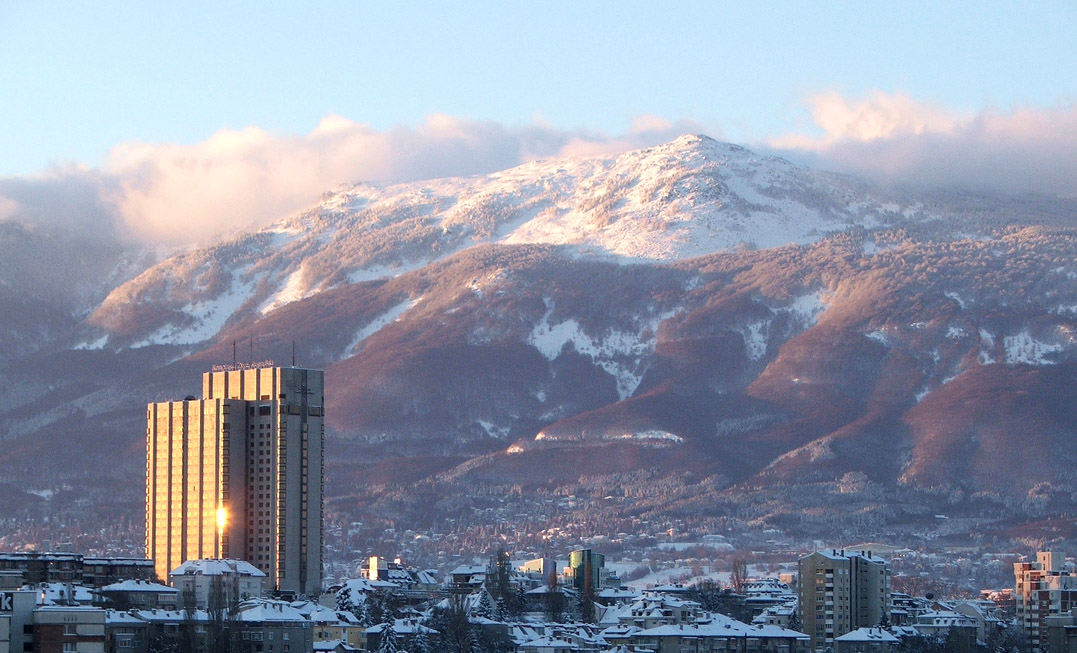
Panorama urbà de Sofia a l'hivern amb la muntanya Vitoixa al fons.

El desenvolupament de Sofia com un assentament significatiu es deu en gran part a la seva posició central en els Balcans. Se situa a l'oest de Bulgària, als peus de la Muntanya muntanya Vitosha, a la Vall de Sofia que està envoltada per muntanyes en totes direccions. La vall és la més gran del país amb una superfície de 1.186 km² i una mitjana d'altitud de 550 metres. Tres passos de muntanya condueixen a la ciutat, i han estat rutes clau des de l'antiguitat, connectant al mar Adriàtic i l'Europa Central amb el mar Negre i el mar Egeu.
Alguns rius baixos creuen la ciutat, incloent-hi el Vladaya i el Perlovska. El riu Iskar en el seu curs superior flueix a prop de l'est de Sofia. La ciutat és coneguda per les seves nombroses deus i aigües termals. Al segle passat, es van construir preses i llacs artificials.
Es localitza 150 km al nord-oest de Plòvdiv, la segona major ciutat de Bulgària, 390 km a l'oest de Burgàs i 472 km a l'oest de Varna, les majors ciutats portuàries del país en el mar Negre. La ciutat està situada a menys de 200 km de les fronteres amb tres països: a 55 km de Kalotina a la frontera sèrbia, a 113 km de Guiueixevo a la frontera amb Macedònia del Nord i a 183 km de la frontera grega a Kulata.

### Clima
Sofia té un clima continental humit (classificació climàtica de Köppen, Dfb), amb una temperatura mitjana anual d'11 °C. Els hiverns són freds i amb presència de neu durant tota l'estació. En els dies més freds la temperatura pot baixar fins a -15 °C o menys encara, sobretot al gener, que és el mes més fred. També és freqüent la boira, especialment en el començament de la temporada. En un hivern habitual, Sofia rep una mitjana de 40 dies de neu amb una nevada total del voltant de 90 cm i una mitjana de 60 dies coberta de neu.
Els estius són càlids i assolellats, encara que Sofia manté, en general, una temperatura una mica més fresca que altres parts de Bulgària, a causa de la major altura. No obstant això, la ciutat també està subjecta a onades de calor, amb temperatures altes que no és poc habitual que aconsegueixi o excedeixi els 35 °C en els dies més calorosos, especialment al juliol i a l'agost. La primavera i la tardor a Sofia solen ser estacions curtes amb un clima variable i dinàmic.
Amb al voltant de 121 dies de pluja a l'any, la ciutat rep una precipitació mitjana de 571 mm per any, aconseguint el seu punt màxim en el començament de l'estiu, quan són comunes les tempestes.

## Organització territorial

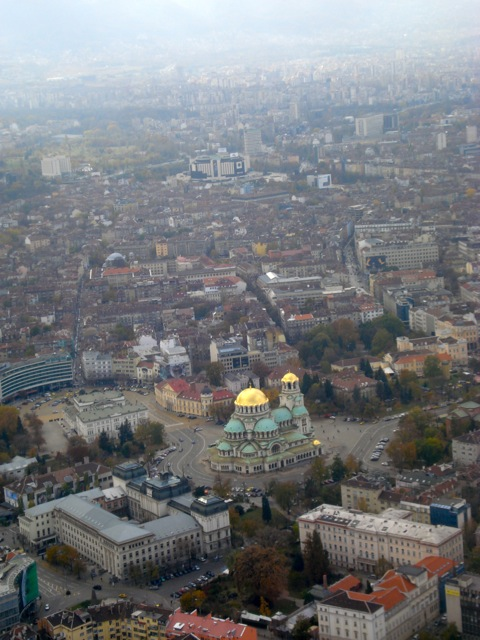
Vista aèria del districte d'Oborishte, al centre de Sofia, amb la Catedral d'Alexandre Nevski en primer pla.

Políticament, administrativament i econòmicament, Bulgària és un estat altament centralitzat, per la qual cosa Sofia és una unitat administrativa nacional de propi dret. No ha de ser confós amb la Província de Sofia, que l'envolta, però no inclou la mateixa ciutat. A més de la ciutat pròpiament dita, els 24 districtes de Sofia abasten altres tres localitats i 34 pobles. Cadascun d'ells té el seu propi alcalde de districte que és triat en eleccions populars. El cap del municipi de Sofia és el seu alcalde i els membres de l'Assemblea són triats cada quatre anys. L'actual alcaldessa de Sofia és Yordanka Fandakova.
Els següents són alguns dels districtes culturalment i econòmicament més significatius:
- Oborixte (en búlgar: Оборище) està al centre de la ciutat i en els seus límits es troben la majoria dels monuments històrics i els edificis administratius. És conegut pels seus edificis d'arquitectura neorenaixentista i arquitectura vienesa, àmplies zones verdes i llambordes grogues, a més de ser el districte on es troba la Catedral d'Alexandre Nevski, una de les catedrals ortodoxes més grans del món.
- Sredets (Средец) està situat al costat d'Oborishte i comparteix alguns dels seus exemples d'arquitectura específica. És el lloc de Borisova Gradina ("els Jardins de Boris") i l'Estadi Nacional Vasil Levski.
- Vazrajdane (Възраждане) és un districte econòmicament actiu que compta amb molts centres comercials i bancs, juntament amb la seu d'algunes empreses de fabricació d'indústria lleugera. Una de les seves principals avingudes és el Bulevard Maria Lluïsa, el lloc del Mercat Central de Sofia, el TZUM i la catedral de Santa Nedèlia.
- Mladost (Младост) és una de les zones més modernes i de més ràpid desenvolupament a Sofia. És també un dels districtes més grans en termes de població (només superat per Lyulin), amb els seus 110.000 habitants. En general, és pobre en monuments i institucions administratives, però concentra la seu de nombroses empreses nacionals i internacionals, grans magatzems, concessionaris oficials de vehicles i el Sofia Business Park en el seu extrem sud. L'arquitectura és una combinació de blocs d'apartaments de l'era socialista, empreses industrials i edificis nous, la majoria dels quals van ser construïts després de 2004. Mladost compta amb excel·lents connexions de transport a tots els districtes restants de Sofia.
- Vitoixa (Витоша) està situat als peus de la muntanya Vitoixa. Compta amb una ubicació clau, ja que és el lloc on es troba la carretera de circumval·lació de Sofia i el Bulevard Bulgària. En aquest districte predominen les propietats de luxe i altres complexos residencials. Compta amb bones connexions tant al centre de la ciutat com amb l'estació d'esquí propera. Boyana és el lloc de la residència presidencial, els estudis Nu Boyana Film, el Museu Històric Nacional i l'església de Boyana.

## Demografia

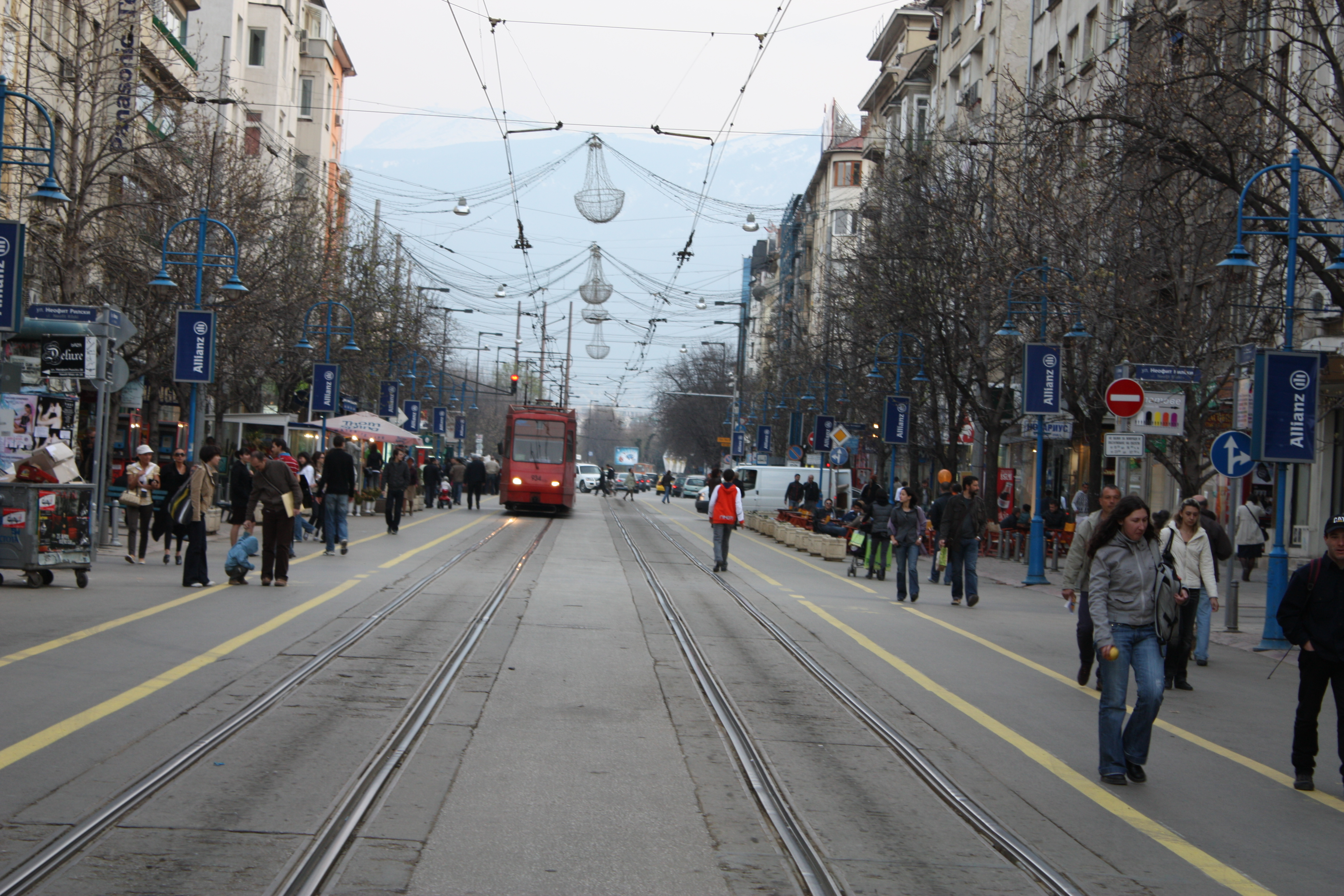
Els búlgars representen el major grup ètnic de Sofia. En la imatge, el Bulevard Vitosha.

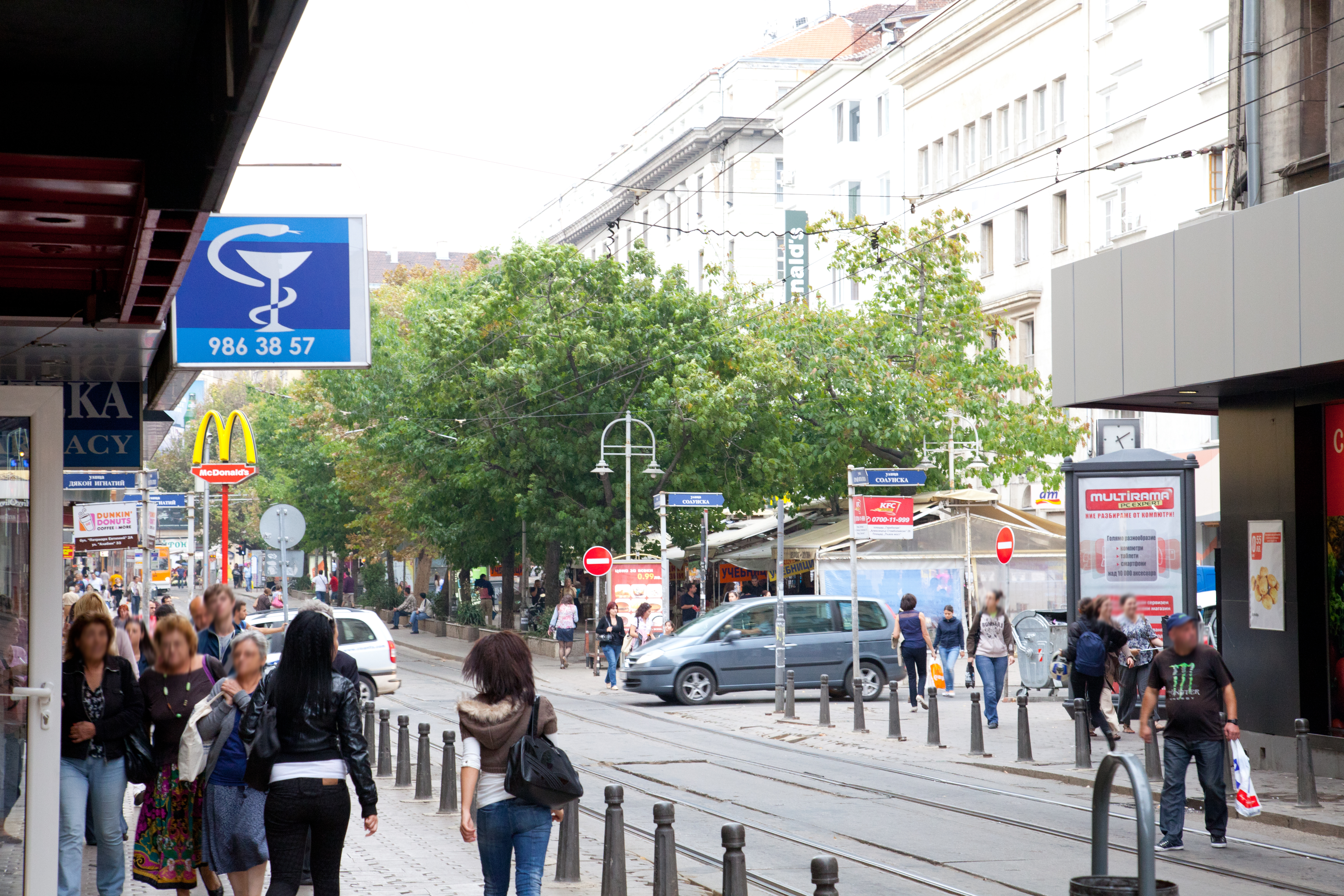
Plaça de Slaveykov, una de les més concorregudes de Sofia.

Segons dades de l'any 2011, la ciutat tenia 1.204.685 habitants i la Municipalitat de la capital en el seu conjunt 1.291.591 habitants, el que la convertia en la 15a ciutat més poblada de la Unió Europea.
La proporció de dones per cada 1.000 homes era de 1.102. La taxa de natalitat per cada 1.000 habitants va ser de 12,3 per mil i en constant augment en els últims cinc anys, mentre que la taxa de mortalitat era de 12,1 per mil i decreixent. La taxa de creixement natural el 2009 va ser de 0,2 per mil, la primera taxa de creixement positiva en gairebé 20 anys. La considerable immigració a la capital des del camp i les regions més pobres del país, així com la urbanització, són algunes de les raons de l'augment de la població de Sofia. 4,8 persones de cada mil es van casar el 2009 (només és possible el matrimoni heterosexual a Bulgària) i la taxa de mortalitat infantil va ser de 5,6 per 1.000 habitants, enfront de 18,9 el 1980.
D'acord amb el cens de 2011, la població de Sofia estava formada per búlgars amb un 96,4%; entre les comunitats minoritàries, al voltant de 18.300 (1,6%) oficialment es van identificar com romanesos, aquesta estadística pot ser inexacta a causa de les dades contradictòries de barris com Fakulteta, predominantment d'ètnia romanesa, que té una població de 45.000 habitants. 6.500 (0,6%) com turcs i l'1,4% pertanyien a altres ètnies o no es van declarar d'algun grup ètnic.
La desocupació, d'altra banda, és menor que en altres parts del país —2,45% de la població activa el 1999 i en disminució—, en comparació del 7,25% del conjunt de Bulgària, segons dades de l'1 de juliol de 2007. La gran proporció d'aturats amb educació superior, el 27% enfront del 7% per a tot el país, és un tret característic de la capital.
Sofia va ser declarada capital de Bulgària el 1879. Un any més tard, el 1880, va ser la cinquena ciutat més gran del país després de Plòvdiv, Varna, Russe i Xumen. Plòvdiv era la ciutat més poblada de Bulgària fins al 1892 quan Sofia va prendre la davantera.

## Economia
Sofia és el centre de la vida econòmica de Bulgària. El sector manufacturer de l'economia, representat per més de 800 plantes, inclou la producció de metalls (75% de la producció del país), tèxtils i electrònics (15% de la producció). Sofia també és el centre financer, seu del Banc Nacional de Bulgària, la Borsa de Bulgària, i dels bancs comercials més grans del país com UniCredit Bulbank, DSK Bank i United Bulgarian Bank. Avui, Sofia és un centre manufacturer per a les companyies multinacionals d'Europa i dels Estats Units.

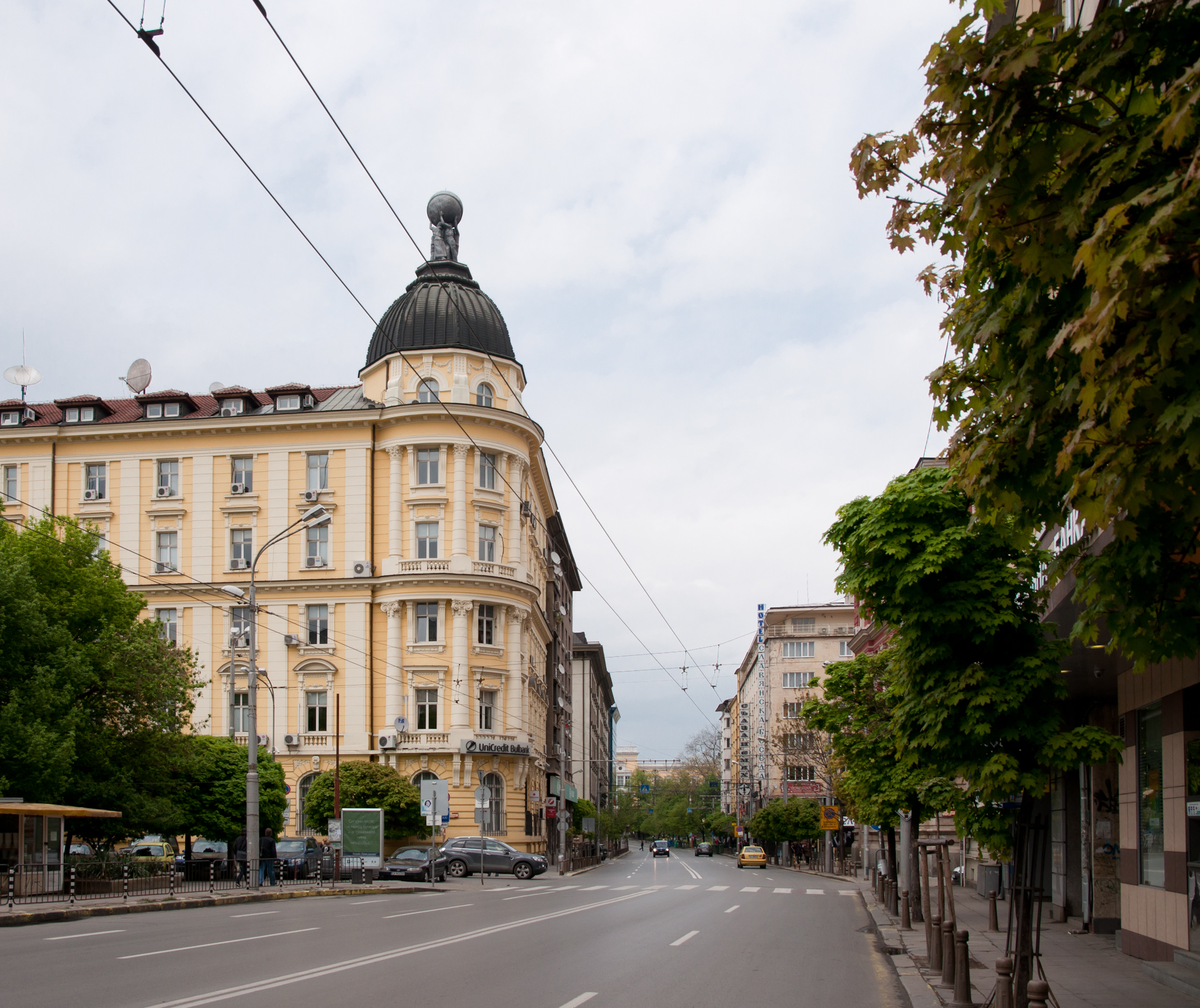
Seu de l'UniCredit Bulbank al carrer Georgi Rakovski, al centre de Sofia.

Sofia és el centre econòmic de Bulgària i seu de les més importants empreses búlgares i internacionals que operen al país. Amb un PIB per capita de 30.534 dòlars, un nominal de 15.757 dòlars i un valor de paritat de poder adquisitiu (PPA) de la ciutat i els seus voltants de la regió de planificació Yugozapaden NUTS II de 24.647 dòlars el 2009, Sofia és el centre de l'economia nacional. Això situa el PIB de Sofia (PPA) per capita en el 103% de la mitjana de la Unió Europea, molt per sobre de la mitjana del país del 44%. El 2008 l'ingrés mitjà per capita anual va ser de 4.572 levs ($3.479). Els sectors més dinàmics de l'economia de la ciutat en termes de producció anual són la indústria manufacturera i tèxtil ($5.500 milions), la metal·lúrgia ($1.840 milions), el subministrament d'electricitat, gas i aigua ($1.600 milions) i l'alimentació ($ 778 milions). La construcció, el comerç i el transport són altres sectors importants de l'economia local.

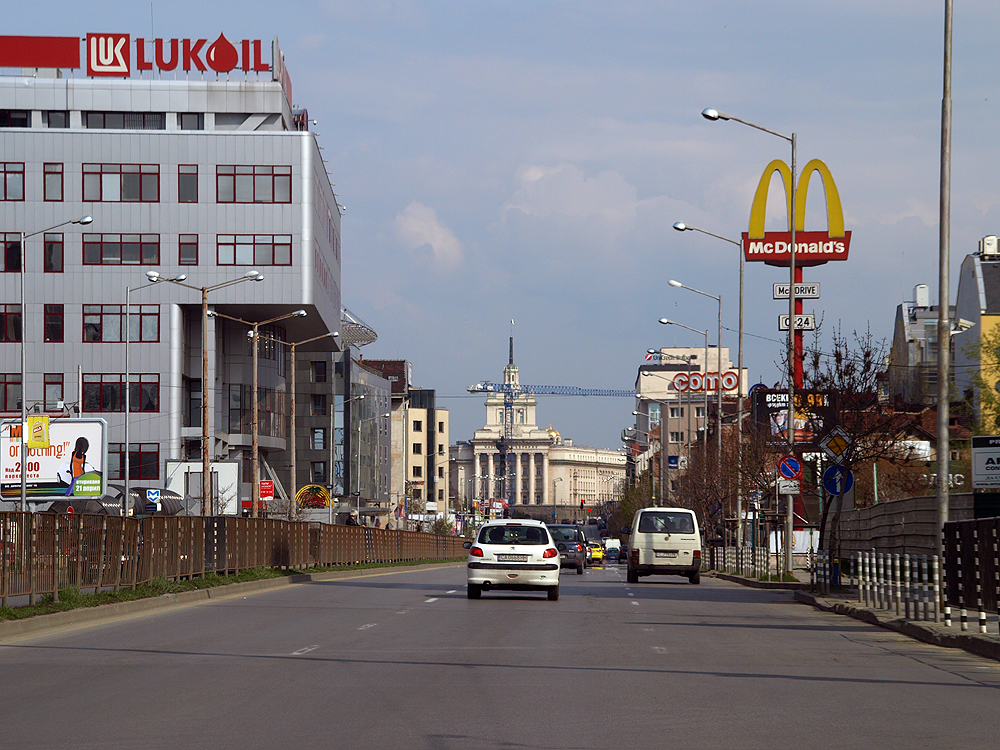
Després del comunisme van arribar les multinacionals a Bulgària. En la imatge Lukoil i McDonald's en el Boulevard Todor Alexandrov de Sofia.

Després de la Segona Guerra Mundial i l'era de la industrialització en el socialisme, la ciutat i els seus voltants es van expandir ràpidament i es va convertir en la regió més industrialitzada del país. L'afluència de treballadors d'altres parts del país es va fer tan intensa que va ser imposada una política de restricció i residir a la capital només era possible després d'obtenir un certificat de ciutadania de Sofia. No obstant això, després dels canvis polítics de 1989 aquest tipus de ciutadania s'ha retirat. Després de la caiguda del comunisme van arribar al país importants companyies internacionals no presents anteriorment al mercat búlgar, la majoria d'elles a Sofia. De fet, la capital és una habitual destinació de subcontractació per a les empreses multinacionals, entre elles IBM, Hewlett-Packard, SAP, Siemens o Programari AG. Bulgaria Air, l'aerolínia nacional de Bulgària, té la seu a l'Aeroport de Sofia i Ferrocarrils Estatals Búlgars, l'empresa nacional ferroviària, a l'Estació Central de Sofia.
El mercat immobiliari a Sofia també va créixer sobtadament en anys recents i fins al 2007 va experimentar una ràpida ascensió econòmica. El 2008 el preu de l'habitatge va augmentar de forma espectacular, amb una taxa de creixement del 30%. No obstant això, el 2009 els preus van caure un 26%.

## Cultura
Sofia és un centre cultural nacional i, com a tal, alberga moltes institucions culturals prestigioses, com l'Institut Rus de Cultura, l'Institut Polonès Cultural, l'Institut hongarès, els Instituts Culturals txec i eslovac, l'Institut Italià de Cultura, l'Institut Cultural Francès, l'Institut Goethe, el British Council, l'Institut Cervantes i l'Open Society Institute, que organitzen regularment exposicions temporals d'obres visuals, sonores i literàries d'artistes dels seus respectius països.
La Biblioteca nacional de Sant Ciril i Sant Metodi alberga la major col·lecció nacional de llibres i documents, amb 1.714.211 llibres i uns sis milions d'altres documents, i és la institució cultural més antiga de Bulgària.

### Art i cultura
La ciutat concentra la majoria de les principals companyies d'arts escèniques de Bulgària. El teatre és, de molt, la forma més popular de fer art a Sofia i les sales de teatre gaudeixen de grans afluències de públic, només superada pel cinema. La més antiga d'aquestes institucions és el Teatre Nacional Ivan Vazov, que representa obres principalment clàssiques i està situat al mateix centre de la ciutat. Un gran nombre de petits teatres, com el Teatre Taller Sfumato, mostren tant obres clàssiques com modernes.

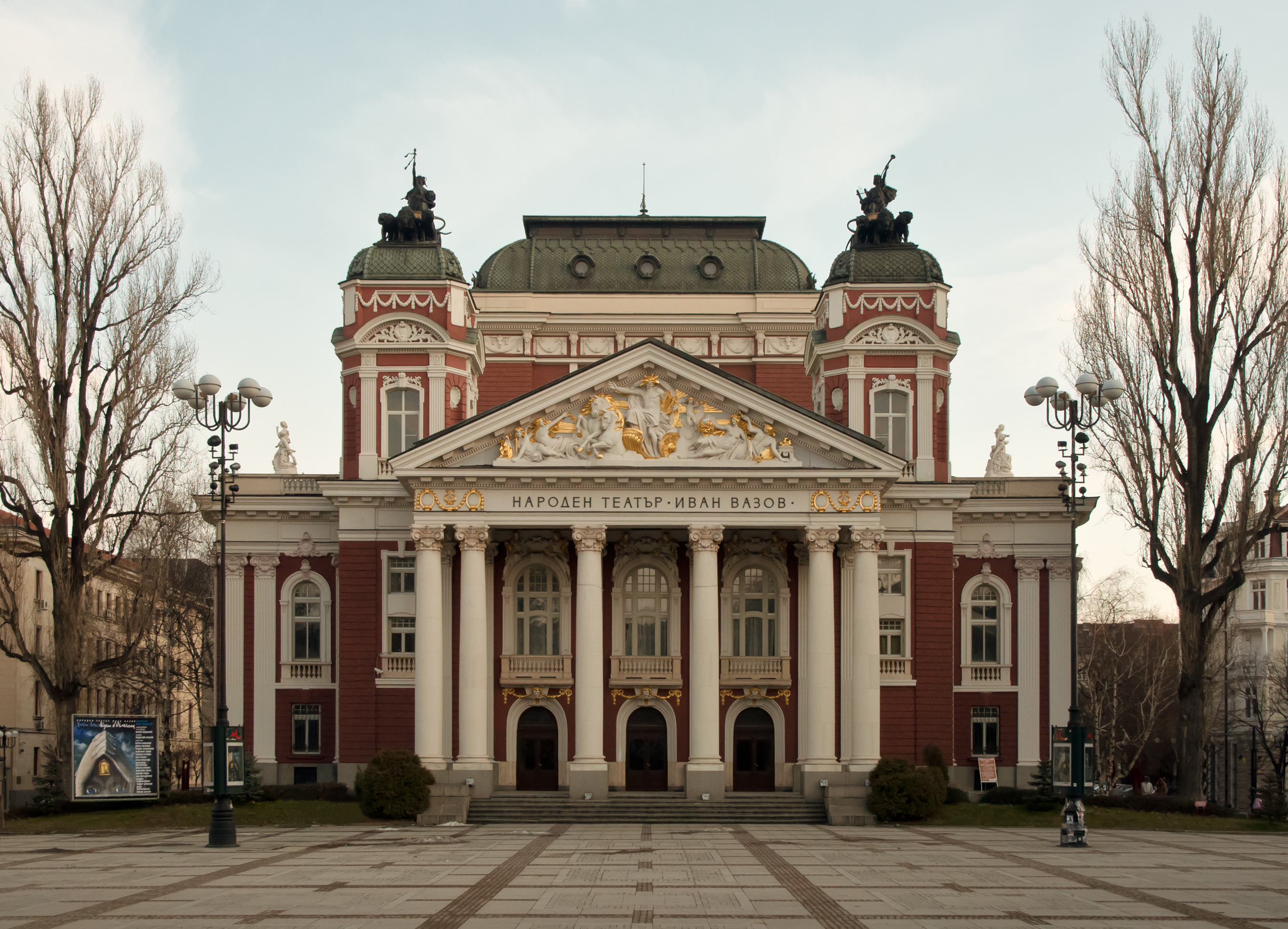
Teatre Nacional Ivan Vazov.

L'Òpera i el Ballet Nacional és un combinat d'òpera i ballet col·lectius fundat el 1891. No obstant això, no es van iniciar actuacions de forma regular fins al 1909. Alguns dels més famosos cantants d'òpera de Bulgària, com Nicolai Ghiaurov i Ghena Dimitrova, van debutar a l'escenari de l'Òpera i el Ballet Nacional. La Sala Bulgària i la Sala 1 del Palau Nacional de la Cultura celebren periòdicament concerts de música clàssica, realitzada tant per a orquestres estrangeres i la Filharmònica de Sofia.

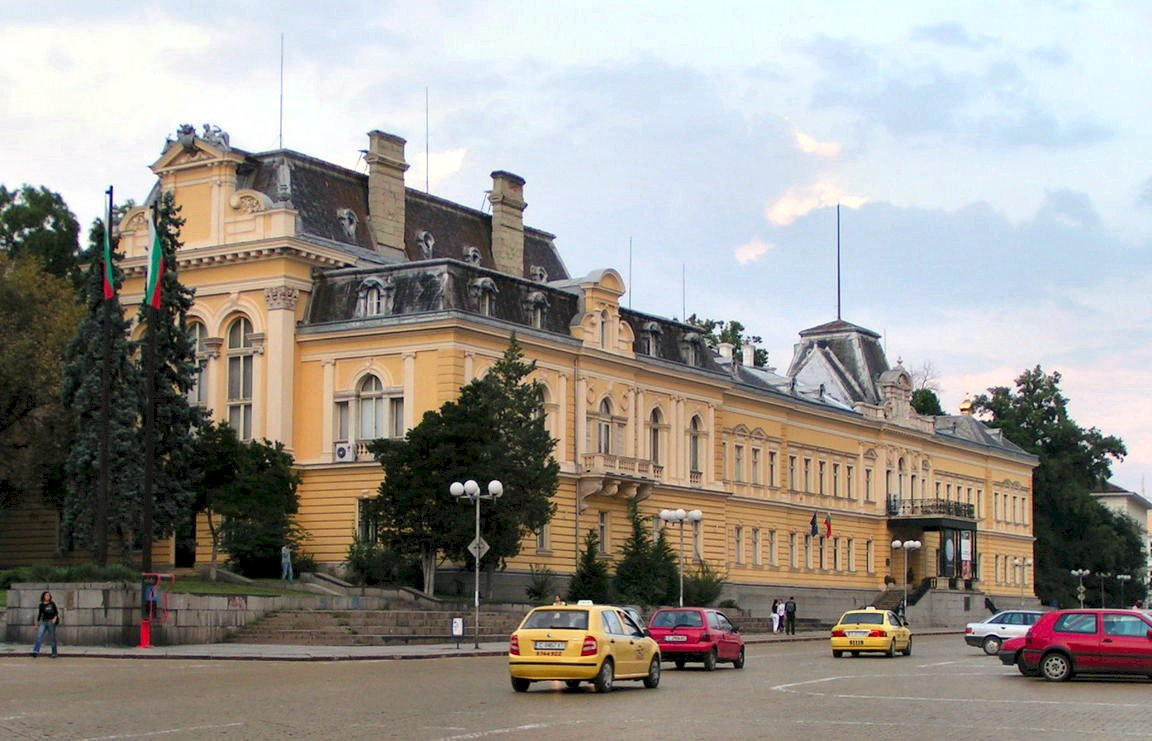
La Galeria d'Art Nacional.

Els museus d'art més grans de Bulgària es troben a les zones cèntriques de la ciutat. La Galeria d'Art Nacional compta amb una col·lecció d'obres fonamentalment d'autors búlgars, mentre que la Galeria Nacional d'Art Estranger mostra art exclusivament internacional, en la seva majoria de l'Índia, Àfrica, Xina i Europa. Les seves col·leccions abasten diversos temes culturals com escultures de l'Imperi asant, art budista, pintura del Segle d'or neerlandès, obres d'Albrecht Dürer, Jean-Baptiste Greuze i Auguste Rodin, entre d'altres. La cripta de la catedral d'Alexandre Nevski conté una col·lecció d'icones ortodoxes orientals des del segle ix fins al segle xix. Altres museus importants són el Museu Històric Nacional, amb una col·lecció de més de 600.000 articles, el Museu Politècnic Nacional, amb més de 1.000 articles tecnològics en exhibició, el Museu Arqueològic Nacional i el Museu d'Història Natural.
El cinema és la forma més popular d'entreteniment. En els últims anys, els llocs cinematogràfics s'han concentrat als centres comercials i les sales independents han estat tancades. El Mall of Sofia té una de les sales de cinema IMAX més gran d'Europa. La majoria de les pel·lícules són produccions nord-americanes, malgrat que les pel·lícules europees i nacionals estan cada vegada més presents. Odeon (no és part de la cadena Odeon Cinemes) projecta pel·lícules exclusivament europees i nord-americanes independents, així com els clàssics del segle xx. La florent indústria cinematogràfica de Bulgària es va concentrar en els estudis Boyana Film, que va sofrir un període de decadència des de 1990. No obstant això, des de 2001 ha experimentat un sensible ressorgiment. Després de l'adquisició de Boyana Film per Nu Image, s'han rodat als voltants de Sofia diverses produccions d'èxit com The Contract, The Black Dahlia, Hitman o la pel·lícula de l'any 2011 Conan el Bàrbar. Els nous estudis Nu Boyana Film també han acollit algunes de les escenes de The Expendables 2.

### Arquitectura
Després de l'alliberament de Bulgària del domini otomà el 1878 i de l'establiment d'una monarquia búlgara autònoma amb capital a Sofia, el Knyaz Alexandre I de Battenberg va convidar a arquitectes de l'Imperi Austrohongarès per donar-li forma a la nova aparença de la ciutat.
Entre els arquitectes convidats a treballar a Bulgària estaven Friedrich Grünanger, Adolf Václav Kolář, Viktor Rumpelmayer entre d'altres, els qui van dissenyar els més importants edificis públics necessaris per al restablert govern búlgar, així com nombrosos habitatges per a l'elit de la nació. Més endavant, també van contribuir molts arquitectes búlgars formats a l'estranger.

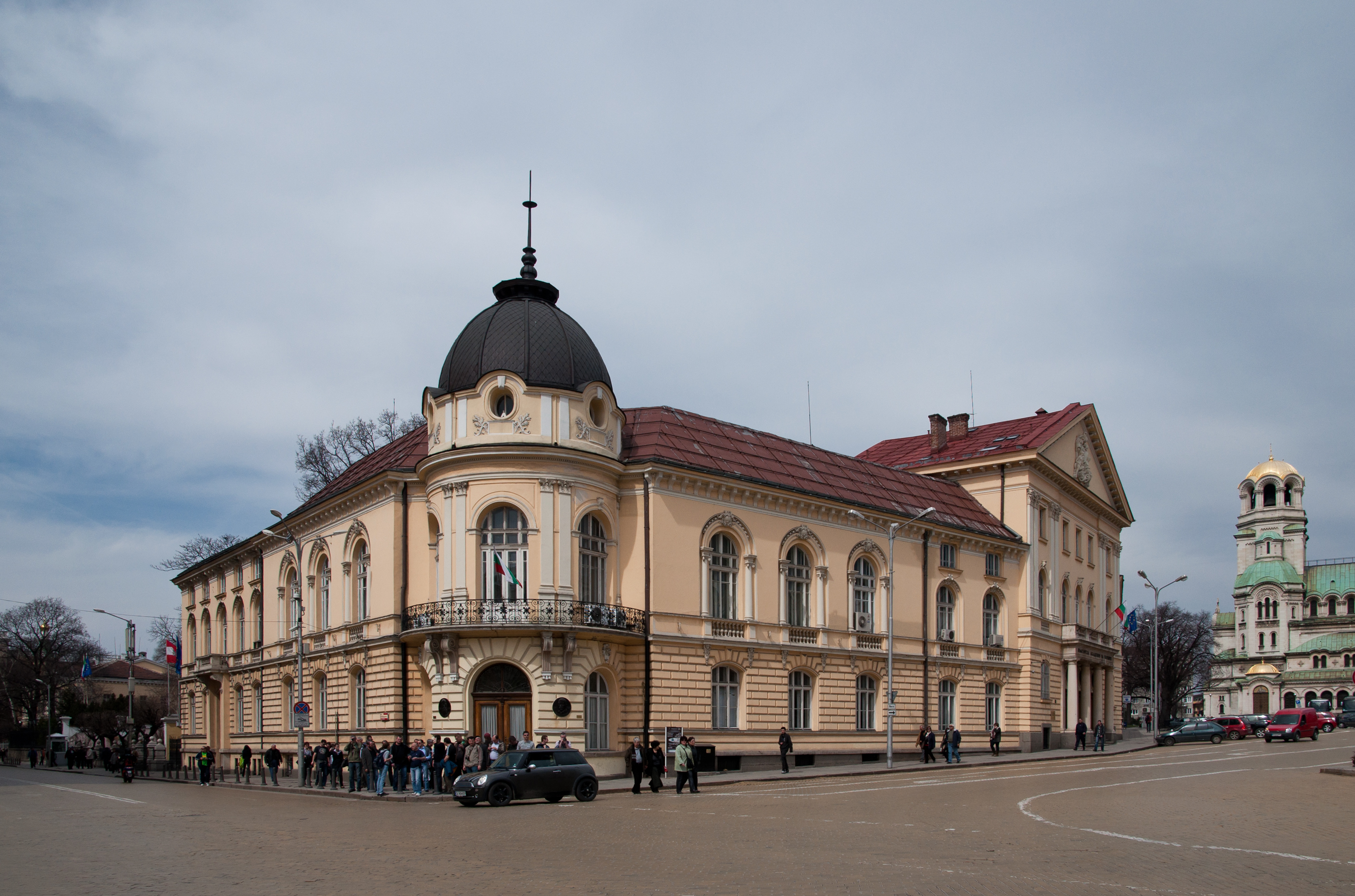
Edifici de l'Acadèmia de Ciències de Bulgària.

L'arquitectura del centre de Sofia és, d'aquesta forma, una combinació de Neobarroc, Neo-Rococó, Neorenaixement i Neoclassicisme; a principis del segle xx també es construeixen edificis segons l'estil de la Secessió de Viena.
Entre els edificis més importants construïts a Sofia en aquest període es troben l'antic palau reial, avui seu de la Galeria Nacional d'Art i del Museu Etnogràfic Nacional (1882); el Teatre Nacional Ivan Vazov (1907); l'antiga oficina d'impremta reial, avui la Galeria Nacional d'Art Estranger; l'Assemblea Nacional de Bulgària (1886), l'Acadèmia Búlgara de Ciències (1893), entre d'altres.
Després de la Segona Guerra Mundial i de l'establiment del govern comunista a Bulgària el 1944, la línia arquitectònica va ser alterada substancialment. Edificis públics de l'estil del classicisme socialista van emergir al centre; nous barris suburbans van ser dotats amb elevades torres d'apartaments que, encara que majorment es defineixen dins del modernisme constructivista (exemples clars en els veïnats Mladost i Nadezhda), inclouen rars exemples d'arquitectura brutalista; notablement en el veïnat Iztok.

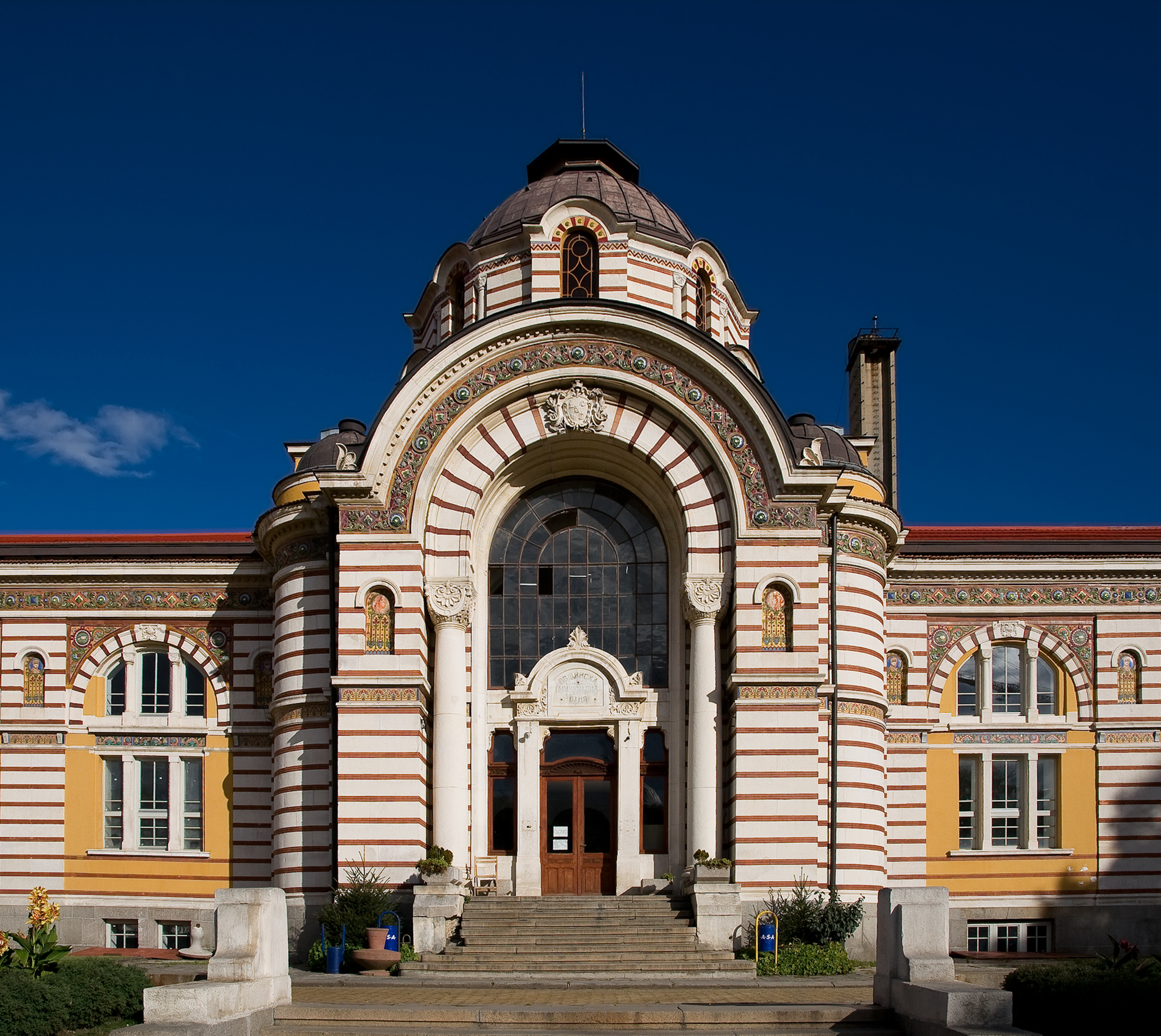
Banys Minerals Públics de Sofia

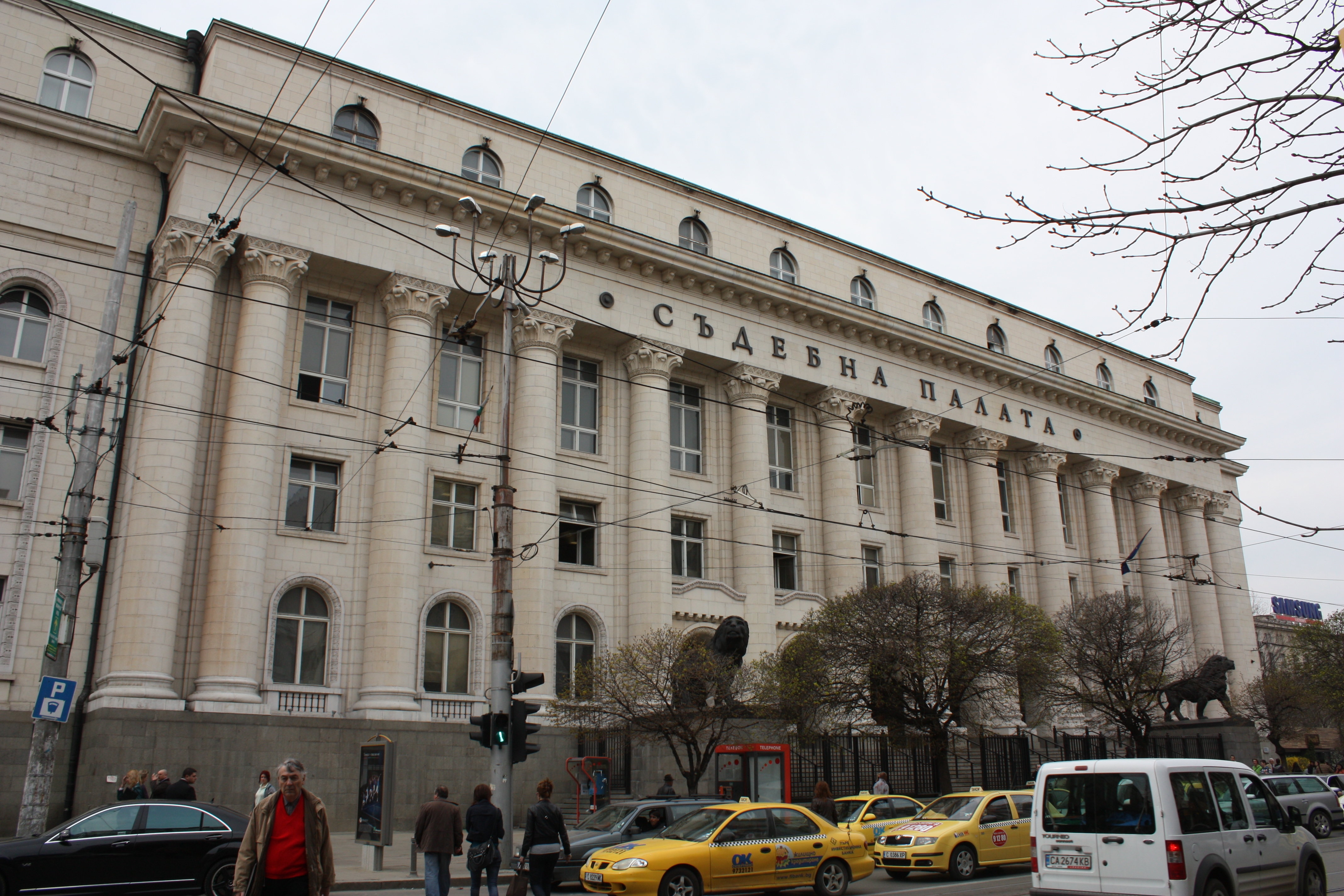
Palau de Justícia, d'arquitectura socialista.

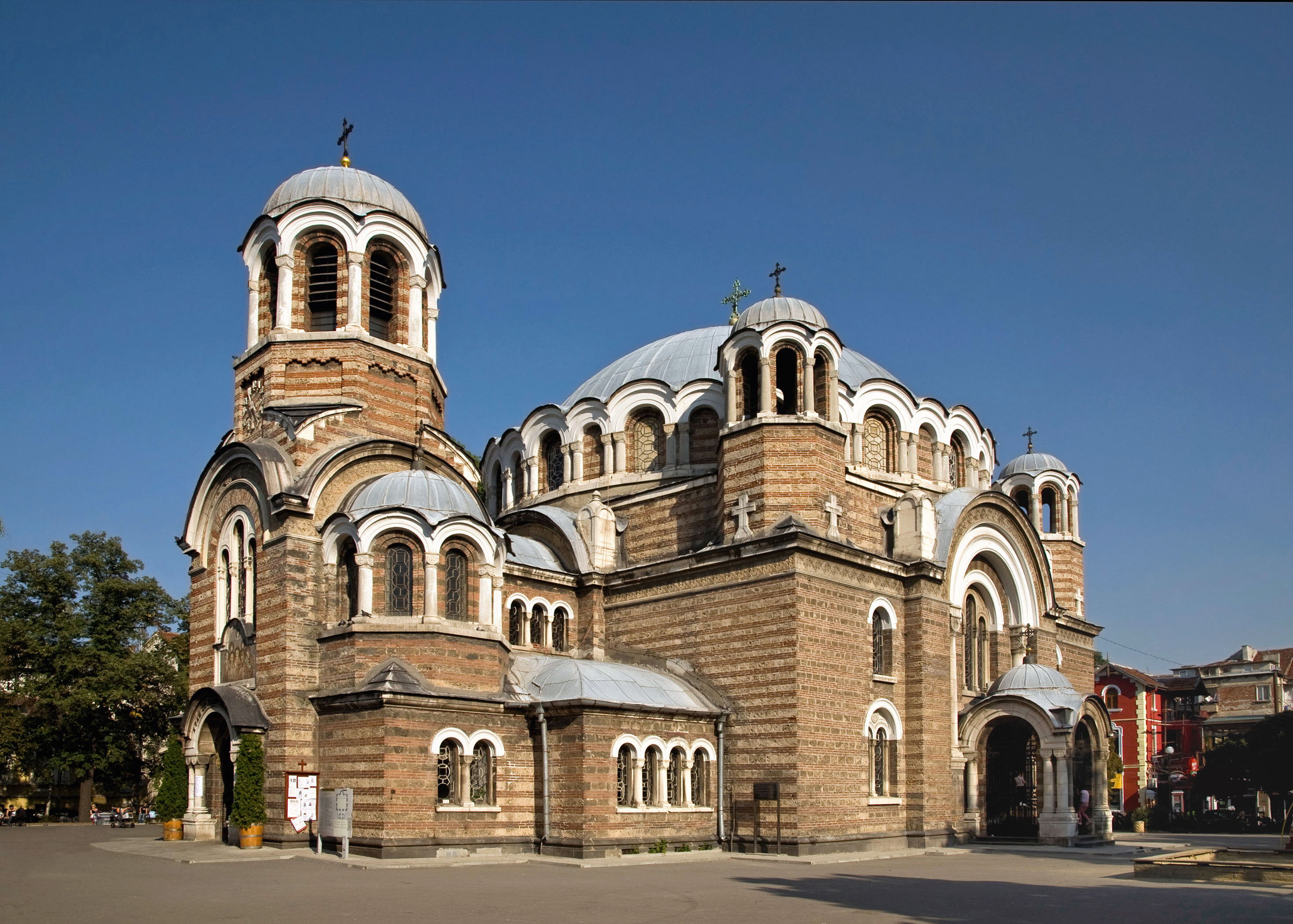
Església Sveti Sedmochislenitsi.

Després de l'abolició del comunisme el 1989, a Sofia s'han construït moderns districtes comercials, edificis d'oficines i zones residencials d'alta qualitat.
Alguns dels exemples d'arquitectura religiosa més representatius de la ciutat són:
- Església de Sant Jordi.
- Església de Santa Sofia (no confondre amb l'església homònima d'Istanbul). Durant el període de dominació turca va ser convertida primer en mesquita, per posteriorment quedar abandonada.
- Mesquita de Banya Bashi.
- Catedral de Sant Alexandre Nevski, una de les esglésies ortodoxes més grans del món, seu del Patriarcat de Bulgària.
- Catedral de Santa Nedèlia, que va ser objecte d'un atemptat el 1925.
- Església de Boiana, als afores de la ciutat, declarada Patrimoni de la Humanitat.
- Sinagoga de Sofia, la més gran dels Balcans.

## Turisme

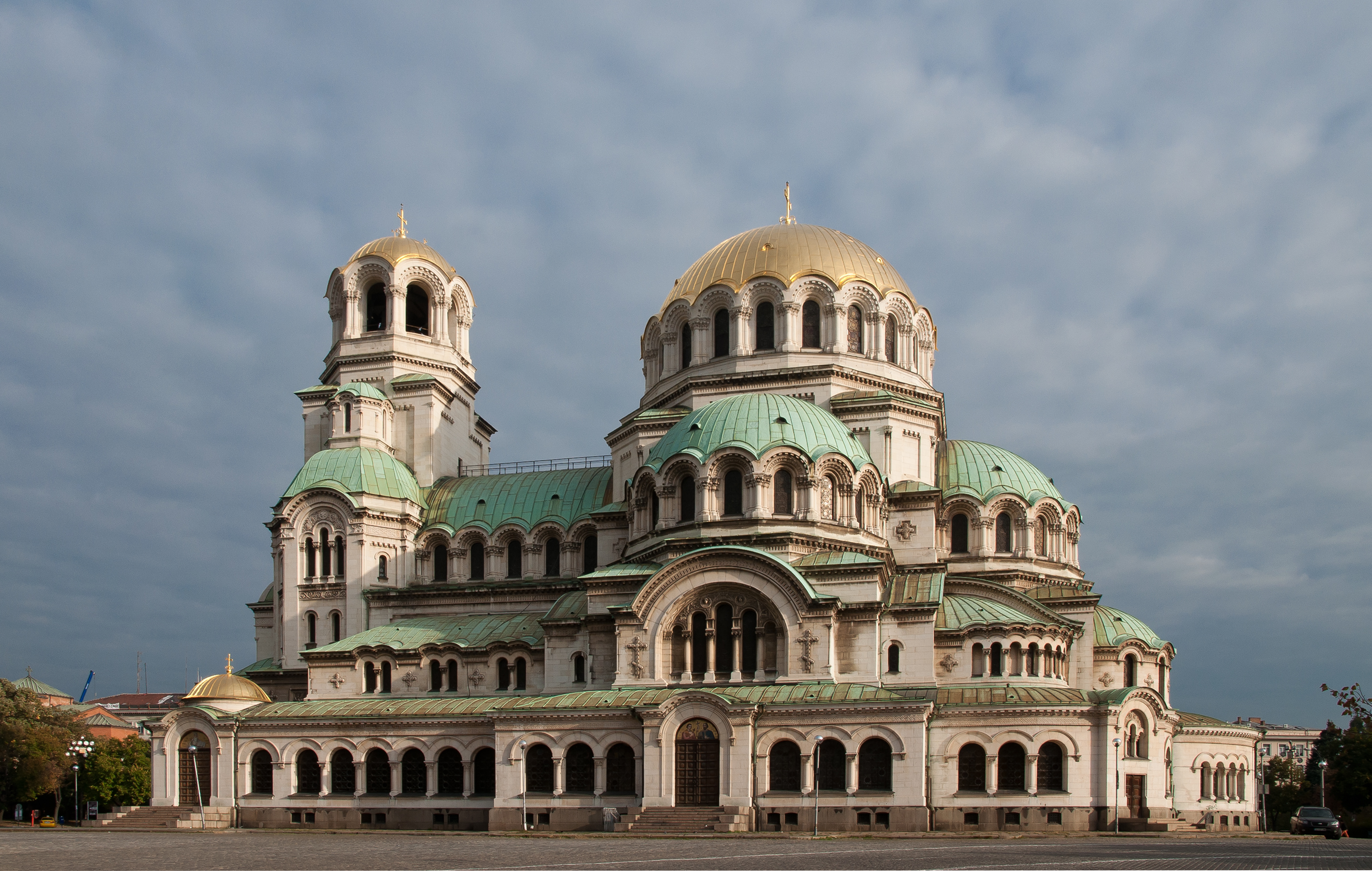
La Catedral d'Alexandre Nevski

Sofia és una de les destinacions turístiques més visitades de Bulgària al costat de la costa i les estacions de muntanya. Entre els seus monuments més destacats està la Catedral d'Alexandre Nevski, un dels símbols de Bulgària, construït al segle xix. Ocupa una àrea de 3.170 metres quadrats i té capacitat per 10.000 persones. La ciutat és també coneguda per l'Església de Boiana, declarada Patrimoni de la Humanitat.
Sofia té les majors col·leccions de museus de Bulgària, que atreuen a turistes i estudiants per a estudis pràctics. El Museu Nacional d'Història en el districte de Boiana compta amb una vasta col·lecció de més de 650.000 peces històriques que daten des de la Prehistòria fins a l'època moderna, malgrat que només 10.000 d'ells estan en exhibició permanent a causa de la falta d'espai. Les petites col·leccions d'objectes relacionats sobretot amb la història de Sofia es troben en el Museu Arqueològic Nacional, una antiga mesquita situada entre els edificis del Banc Nacional i la Presidència. Dos museus de ciències naturals —el Museu d'Història Natural i el Museu Nacional de la Terra i l'Home— mostren col·leccions de minerals, espècies animals i materials poc comuns. El Museu Etnogràfic i el Museu Nacional d'Història Militar són altres llocs d'interès, amb grans col·leccions de vestits típics búlgars i armament, respectivament.
El Bulevard Vitoixa, també anomenat Vitoixka, té nombroses botigues de moda i d'articles de luxe. La ubicació geogràfica de Sofia, als contraforts de la muntanya Vitoixa, destinació habitual de retir el cap de setmana, s'afegeix a l'atmosfera específica de la ciutat.

### Llocs d'interès
En són llocs turístics interessants:
- L'Església de Boiana, declarada Patrimoni de la Humanitat.
- L'església de Sant Jordi, d'estil romà tardà, del segle iv.
- L'església romana d'Orient de Santa Sofia, construïda al segle vi.
- La Catedral d'Alexandre Nevski amb una cúpula d'or, construïda al començament del segle xix per tal de commemorar la dedicació dels 200.000 soldats russos que varen morir en la guerra entre Rússia i l'Imperi Otomà que va permetre Bulgària a emancipar-se dels turcs.
- La petita església de Sant Petka Samardzhiiska, del segle xiv, situada a la plaça Sveta Nedèlia. Conté cinc refinadíssims frescs.
- La mesquita de Banya Bashi, construïda al segle xvi.
- El Museu Nacional d'Història, notable per la col·lecció de tresors tracis.

## Educació
Hi ha setze universitats a Sofia. La Universitat Sant Clement d'Ohrid de Sofia, considerada la universitat més prestigiosa de Bulgària, va ser fundada el 1888 i ampliada en els anys 1950. L'edifici de la universitat va ser construït entre 1924 i 1934 amb suport financer dels germans Evlogi Georgiev i Hristo Georgiev. La universitat matricula al voltant de 14.000 estudiants a l'any.

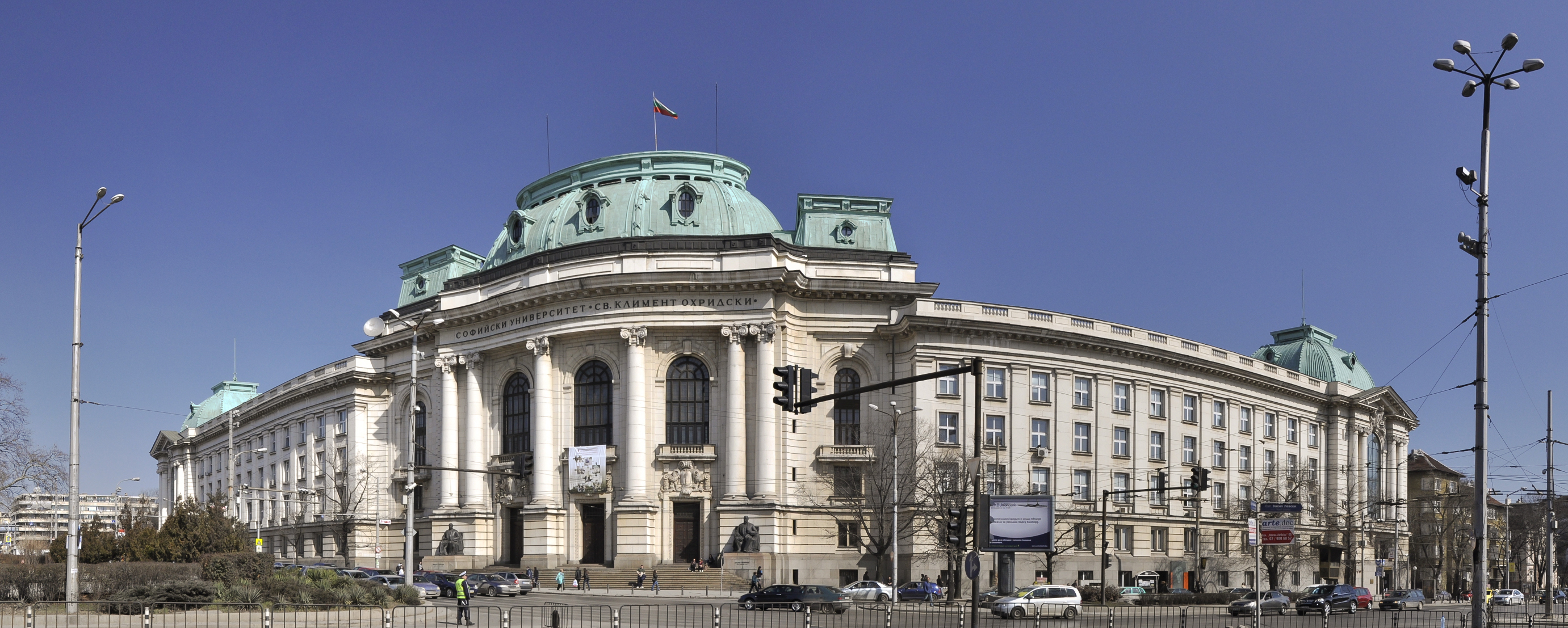
La Universitat de Sofia.

Uns altres importants centres d'educació superior són l'Acadèmia Nacional de les Arts, la Universitat d'Economia Nacional i Mundial, la Universitat Tècnica de Sofia, la Universitat Mèdica de Sofia, l'Acadèmia Militar Georgi Rakovski i la Nova Universitat Búlgara.
Les institucions d'educació secundària són nombroses i inclouen escoles de formació professional i d'idiomes. Les escoles d'"elit" de secundària ofereixen educació en un idioma estranger seleccionat. Aquestes inclouen la Primera Escola de llengua anglesa, l'Escola Superior de Matemàtiques de Sofia, l'Escola de llengua alemanya, l'Escola d'idiomes espanyols i l'Escola de llengua francesa. Algunes d'elles ofereixen un certificat d'idioma després de la graduació, mentre que l'Escola de llengua francesa té programes d'intercanvi amb diversos liceus de França i Suïssa, com el parisenc Collège-lycée Jacques-Decour. L'Escola Internacional Zlatarski el 2003 es va convertir en la primera escola de Bulgària a oferir el Batxillerat Internacional. El Col·legi Americà de Sofia va ser fundat el 1860 i és considerat la institució acadèmica nord-americana més antiga fora dels Estats Units.
Altres institucions d'importància nacional, com l'Acadèmia Búlgara de Ciències (BAS) i la Biblioteca Nacional de Sant Ciril i Sant Metodi, es troben a Sofia. El BAS és la peça central de la recerca científica a Bulgària, emprant a més de 4.500 científics de diverses institucions, com l'Agència Espacial Búlgara.

## Transport i infraestructures
Amb una infraestructura ben desenvolupada i la localització estratègica, Sofia és un important centre per a les rutes ferroviàries i d'automòbils. Tots els tipus principals de transport (excepte aquàtics), estan representats a la ciutat, que té vuit estacions de ferrocarrils, entre elles l'Estació Central de Sofia, que és molt a prop de l'Estació Central d'Autobusos. També hi ha altres estacions d'autobusos interurbans que connecten amb viatges internacionals des de diferents parts de la ciutat. L'Aeroport de Sofia amb una segona terminal nova, acabada el 2006, va rebre 3,47 milions de passatgers el 2011.

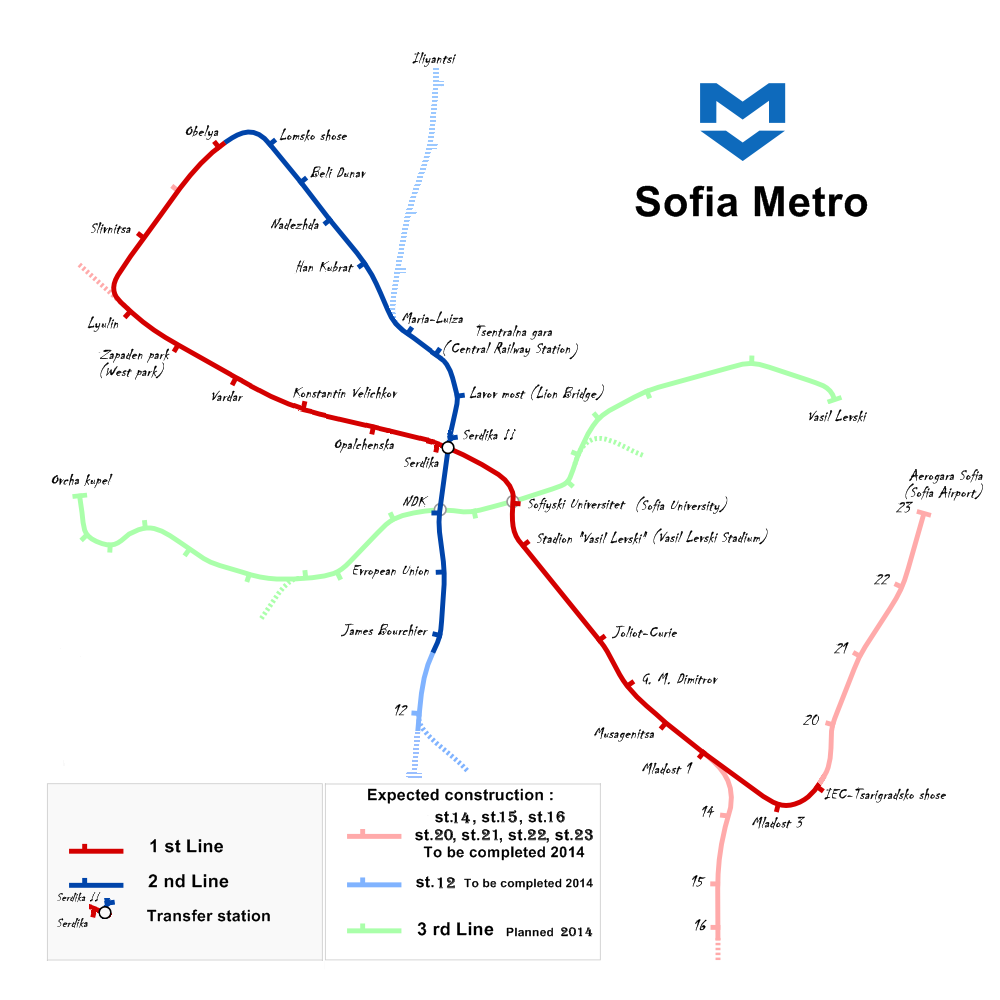
Plànol del Metro de Sofia.

El transport públic de Sofia està ben desenvolupat amb una xarxa d'autobús (2.380 km), tramvia (una xarxa de 308 km) i trolebús (193 km), línies que s'executen en totes les àrees de la ciutat, malgrat que alguns dels vehicles estan en males condicions. El Metro de Sofia va començar a operar el 1998 i ara compta amb dues línies i 27 estacions. Des de l'any 2012 el sistema compta amb 31 quilòmetres de vies. Sis noves estacions van ser inaugurades el 2009, dues més l'abril de 2012, i onze més a l'agost d'aquest mateix any. Les obres de construcció de l'extensió de la primera línia estan en marxa i s'espera que arribin a l'aeroport el 2014. Una tercera línia es troba actualment en les últimes etapes de planificació i s'espera que el 2014 l'obra començarà. Aquesta línia completarà el sistema de metro proposat de tres línies amb uns 65 km de línies. El pla mestre per al Metro de Sofia inclou tres línies amb un total de 63 estacions.

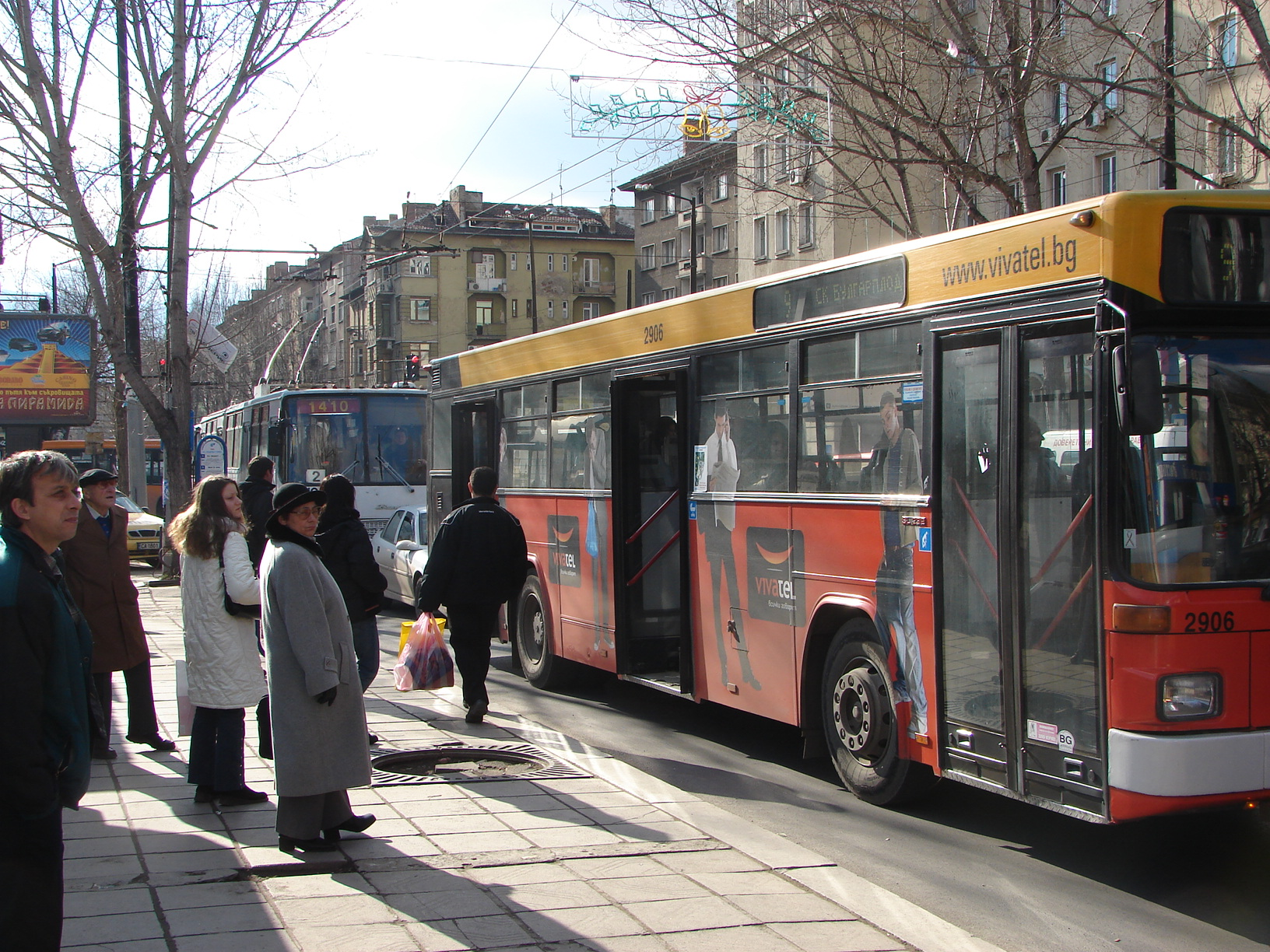
Servei d'autobús urbà a Sofia.

En els últims anys la marshrutka —una organització privada de camionetes de passatgers— va començar a servir rutes fixes i va demostrar ser un mitjà eficaç i popular de transport per ser més ràpid que el transport públic i més barat que els taxis. El 2005 havien 368 camionetes d'aquest tipus i donaven 48 línies de servei a la ciutat i els seus suburbis. Hi ha al voltant de 13.000 taxis que operen a la ciutat i les tarifes són més baixes en comparació amb altres països europeus, la qual cosa fan d'aquesta forma de transport assequible i popular entre una gran part de la població de la ciutat.

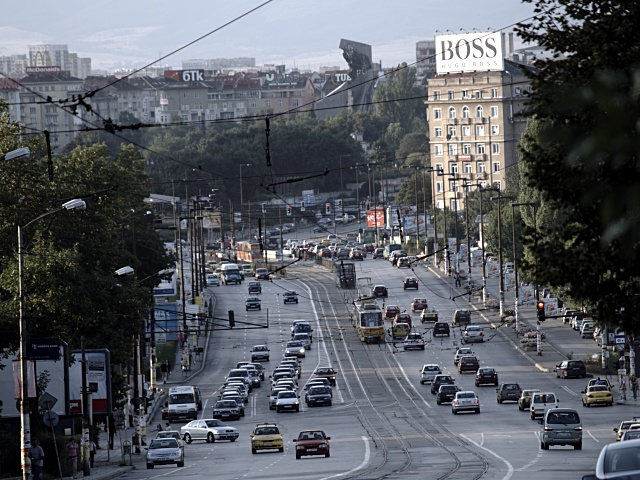
El bulevard Cherni Vrah sofreix habitualment congestió de tràfic.

La possessió d'automòbils privats ha crescut ràpidament en la dècada de 1990, quan més d'un milió de vehicles van ser registrats a Sofia el 2002. La ciutat té el quart nombre més alt d'automòbils per habitant de la Unió Europea amb 546,4 vehicles per cada 1.000 persones. La ciutat tenia molts dels seus carrers en mal estat, però aquesta situació s'ha revertit notablement en els últims anys. Hi ha diferents avingudes i carrers a la ciutat amb una gran quantitat de tràfic, com Tsarigradsko shose, Cherni Vrah, Bulgària, Slivnitsa i Todor Aleksandrov, així com la carretera de circumval·lació de la ciutat, on es formen embusos de forma habitual. A conseqüència d'això, s'han agreujat els problemes de tràfic i de Contaminació atmosfèrica, problemes que són objecte de crítiques constants en els mitjans de comunicació locals. L'extensió de la xarxa de metro s'espera que alleugi els greus problemes de tràfic de la ciutat.
Sofia té una enorme planta de cogeneració d'energia elèctrica i tèrmica única a la seva classe. Pràcticament tota la ciutat (900.000 llars i 5.900 companyies) rep energia tèrmica, en utilitzar calor residual de la generació elèctrica (3.000 MW) i forns tèrmics alimentats amb petroli i gas. En surt una capacitat tèrmica total de 4.640 MW. La xarxa de conductes de distribució tèrmica és de 900 km de llarg i comprèn 14.000 subestacions.

## Esports

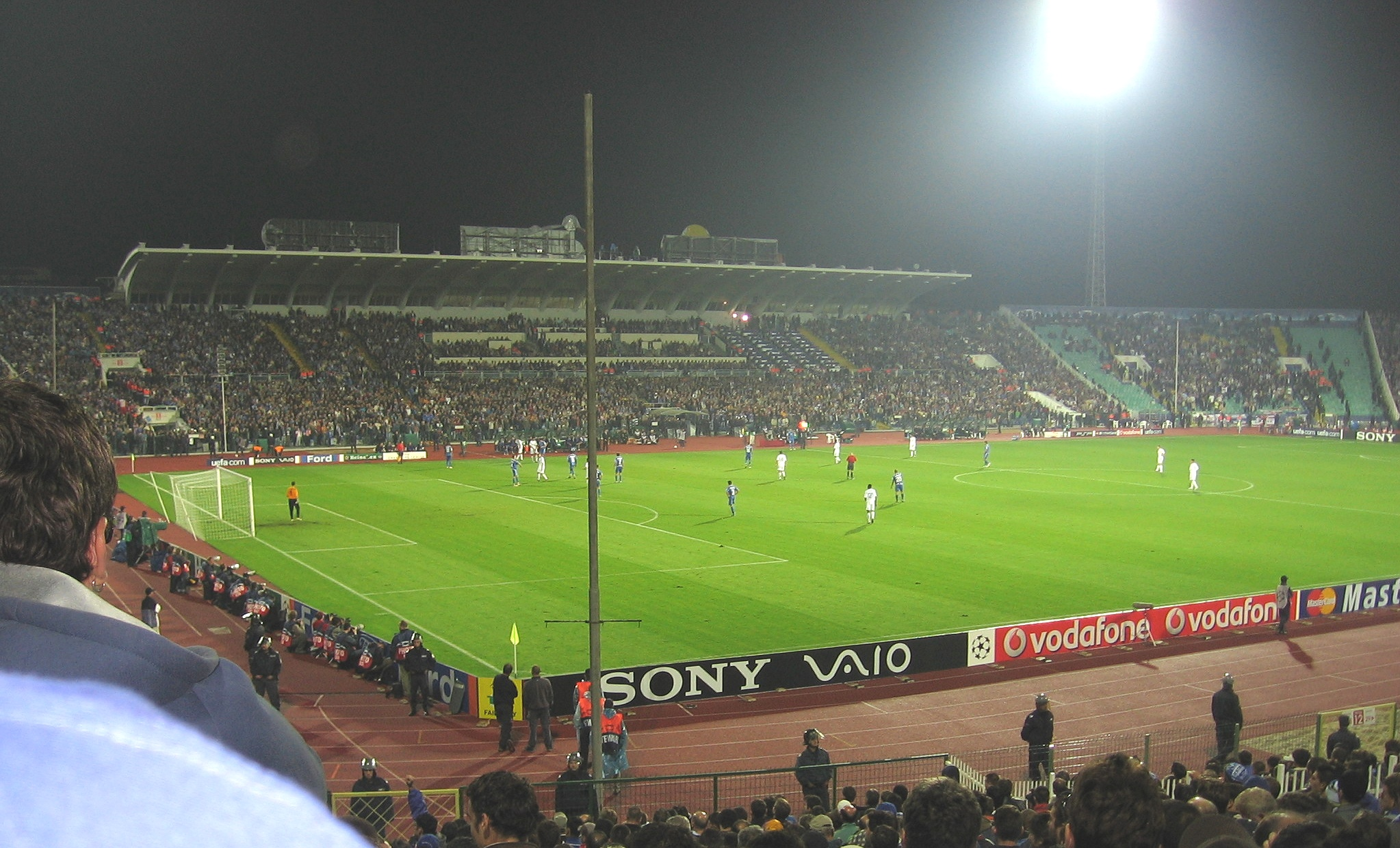
Partit de futbol de primer nivell a Sofia entre el PFC Levski Sofia i el Chelsea F.C. a l'Estadi Nacional Vasil Levski durant la Lliga de Campions de la UEFA 2006-07.

Sent la capital del país, Sofia també és el centre de les activitats esportives de Bulgària, amb un gran nombre de clubs poliesportius establerts a la ciutat, incloent a alguns dels més importants del país, com el Levski Sofia, CSKA Sofia, Akademic Sofia, Spartak Sofia, Lokomotiv Sofia i Slavia Sofia. En el futbol, que és l'esport més popular a la ciutat, així com del país, destaca en gran manera el Derbi Etern de Bulgària disputat entre els dos principals equips nacionals. A més el bàsquet i el voleibol també tenen molta tradició a Sofia.
La Federació Búlgara de Voleibol és la segona més antiga del món, i va fer un torneig d'exhibició organitzat per la VBA a Sofia el que va convèncer el Comitè Olímpic Internacional per incloure el voleibol com a esport olímpic el 1957. El tennis és cada vegada més popular a Sofia i en l'actualitat hi ha uns deu complexos que compten amb pistes de tennis dins de la ciutat, com la fundada per l'extop WTA tennista Magdalena Maleeva.
Sofia es va postular per organitzar els Jocs Olímpics d'Hivern el 1992 i el 1994, acabant en segon i tercer lloc, respectivament. La ciutat també va ser candidata pels Jocs Olímpics de 2014, però no va ser seleccionada. A més, Sofia va ser seu de l'Eurobasket de 1957 i de les Universiades d'estiu de 1961 i 1977, així com de les versions hivernals de 1983 i 1989. El 2012 va ser la seu de les finals de la Lliga Mundial de Voleibol.
La capital, d'igual forma, és la seu d'un gran nombre de recintes esportius, incloent a l'Estadi Nacional Vasil Levski que pot donar cabuda a 43.000 espectadors i alberga a la major part dels grans esdeveniments a l'aire lliure de Bulgària; destaquen també l'Estadi Georgi Asparuhov del Levski Sofia, l'Estadi Balgarska Armiya del CSKA Sofia i l'Estadi Ovcha Kupel de l'Slavia Sofia.
El pavelló Arena Armeets Sofia és la seu de molts dels esdeveniments d'interior i té una capacitat de fins a 19.000 persones en funció del seu ús. Va ser inaugurat el 30 de juliol de 2011, i el primer esdeveniment que va acollir va ser un partit amistós de voleibol entre Bulgària i Sèrbia. Hi ha a més dos complexos de patinatge sobre gel, el Palau d'esports d'hivern, amb una capacitat per 4.000 espectadors i l'Estadi d'hivern Slavia amb una capacitat de 2.000, tots dos amb dues pistes cadascun. Al parc central de la ciutat es troba actualment en renovació un velòdrom amb 5.000 seients.
Hi ha també diversos complexos esportius de la ciutat que pertanyen a institucions diferents dels clubs de futbol, com les de l'Acadèmia Nacional d'Esports, l'Acadèmia de Ciències de Bulgària, o els de diferents universitats. Hi ha més de quinze complexos de natació de la ciutat, la majoria d'ells a l'aire lliure. Gairebé tots ells van ser construïts com a seus de competició, per la qual cosa compten amb seients per a diversos centenars de persones. Hi ha dos camps de golf just a l'est de Sofia, a Elin Pelin (St Sofia club) i a Ihtiman (Air Sofia club) així com un club d'equitació.

## Mitjans de comunicació
Algunes de les més grans companyies de telecomunicació, estacions de ràdio i televisió, companyies de televisió per cable, periòdics, revistes i portals web hi tenen la seu. Algunes companyies i canals de televisió inclouen a la Televisió Nacional Búlgara (que presenta BNT Canal 1 i TV Bulgària), bTV i Nova Television, entre d'altres. Periòdics d'important circulació inclouen al 24 chasa, Trud, Sega entre d'altres.

## Ciutadans destacats

### Artistes
- Nedko Butzev, 1961 -, artista plàstic.
- Elisaveta Bagriana, 1893 - 1991, poeta.
- Nikolo Kotzev, 1960 -, guitarrista, violinista, compositor i productor.
- Sonia Arova, 1927 - 2001, ballarina de ballet.
- Tzvetan Todorov, 1939 -, lingüista, filòsof, historiador, crític i teòric literari
- Nina Dobrev, 1989 -, actriu
- Ghena Dimitrova, 1941 - 2005, cantant d'òpera.

### Esportistes
- Antoaneta Stéfanova, 1979, jugadora d'escacs.
- Ivet Lalova, 1984, atleta búlgara especialista en proves de velocitat.
- Gueorgui Asparuhov, 1943 - 1971, millor futbolista de Bulgària.
- Les germanes Maleeva, Manuela (1967), Katerina (1969) i Magdalena (1975), tenistes d'elit.

### Polítics i governants
- Galeri, 250 - 311, Emperador romà.
- Borís III, 1894 - 1943, Tsar de Bulgària.
- Luben Petkoff, 1933 - 1999, guerriller i polític veneçolà.
- Meglena Kuneva, 1957 -, política.
- Simeó de Saxònia-Coburg Gotha, 1937 -, ex-Tsar de Bulgària i ex-Primer Ministre de Bulgària.

## Ciutats agermanades
Sofia té acords d'agermanament amb les següents ciutats:
| - Alger, Algèria - Ankara, Turquia - Berlín, Alemanya - Bratislava, Eslovàquia - Brussel·les, Bèlgica - Bucarest, Romania - Budapest, Hongria - Bursa, Turquia - Hèlsinki, Finlàndia | - Karlovac, Croàcia - Kíev, Ucraïna - Londres, Regne Unit - Madrid, Espanya - Kahramanmaraş, Turquia - Milà, Itàlia - Moscou, Rússia - París, França | - Pittsburgh, Estats Units - Praga, República Txeca - Sant Petersburg, Rússia - Salalah, Oman (des del 4 d'agost de 2011) - Tel-Aviv, Israel - Tirana, Albània - Varsòvia, Polònia - Erevan, Armènia - Aman, Jordània |